# Thunderbolt Fantasy 東離劍遊紀
『Thunderbolt Fantasy 東離劍遊紀』（サンダーボルトファンタジー トウリケンユウキ）は、
虚淵玄 原案・脚本、日本・台湾共同制作によるテレビ人形劇（パペット・エンターテインメント）である。略称は『サンファン』。

## 概要
台湾の伝統ある人形劇・布袋戯を現代的な感覚でアレンジした霹靂布袋戯をベースにしている。
2014年2月、脚本家・虚淵玄が『Fate/Zero』台湾版の出版に伴うサイン会で台湾に赴いた際、台湾版の出版社尖端社のスタッフによって、会場付近で開催されていた霹靂布袋戯の展覧イベントへ案内され、強烈な刺激を受ける。これが日本では一部にしか知られていないことを知った虚淵は「もったいない」と感じ、なんとか日本に紹介できないかと、各方面へ働きかけたのがきっかけとなっている。
その後、物語の原案・脚本は虚淵が担当し、キャラクターデザインは彼の所属会社・ニトロプラスの社員や関係の深いクリエイターたちが担当し、人形の実制作・操演は霹靂布袋戯の本家・「霹靂國際多媒體股份有限公司」（以下、霹靂〈ピーリー〉社）が担当する「日台合同映像作品」として、『Thunderbolt Fantasy 東離劍遊紀』が世に出ることとなった。なお、日本に紹介する際に、虚淵は原語表記の「布袋戯」ではなく、日本語でイメージをつかみやすい「布袋劇」として紹介している。
「Thunderbolt Fantasy 東離劍遊紀」の内容は、中華・日本的世界観をベースにしたオリエンタル色の強い「武侠ファンタジー」作品となっている。
講談社の『週刊モーニング』にて2016年7月に佐久間結衣によりコミカライズされた他、サイドストーリーが秋田書店の『チャンピオンクロス』にて2016年9月に霜月かいりにより連載された。
2017年4月にはNitroplus Booksにて、虚淵が監修した、TVシリーズ第一期の前日譚にあたる殺無生編と刑亥編からなる小説『Thunderbolt Fantasy 東離劍遊紀 外伝』が発売された。
最終回及び公式HPにて続編の制作が発表され、2017年12月2日より、TVシリーズ第一期の前日譚と後日譚を描いた『Thunderbolt Fantasy 生死一劍』が劇場公開された。
また、宝塚歌劇団により、2018年8月から星組台湾公演「異次元武侠ミュージカル『Thunderbolt Fantasy 東離劍遊紀』」として舞台化。
TVシリーズ第二期『Thunderbolt Fantasy 東離劍遊紀2』が2018年10月から放送開始。
第二期の最終回で第三期制作決定の告知がされた。
2019年1月には、本作初の大規模展示「Thunderbolt Fantasy 東離劍遊紀2の世界展」が開催された。
同年10月25日に、TVシリーズ第一期の前日譚となる『Thunderbolt Fantasy 西幽玹歌』が劇場版として公開された。
2021年4月からTVシリーズ第三期『Thunderbolt Fantasy 東離劍遊紀3』が、2024年10月からTVシリーズ第四期『Thunderbolt Fantasy 東離劍遊紀4』が放送された。
2025年2月に完結編となる『Thunderbolt Fantasy 東離劍遊紀 最終章』が劇場版として公開された。

## あらすじ
かつて魔界の軍勢が人類を滅亡させようと人間界に押し寄せた戦い、「窮暮之戰」（きゅうぼのせん）があった。人々は神仙から教えを乞うて「神誨魔械」（しんかいまかい）と呼ばれる強力な武器群を造り、魔神たちを魔界に追い返すことに成功した。そして、萬興（ばんこう）の国に平和が訪れた。
しかし窮暮之戰の影響で、 萬興の国の真ん中に不毛の荒野が誕生し、国を東西に分けてしまった。また、その不毛の荒野には魔物や食人族が住むようになり、その荒野は「鬼歿之地（きぼつのち）」と呼ばれるようになった。
不毛の荒野の影響で東西の二つの国に分かれ、人々は昔のように東西を行き来することが不可能になった。萬興の東西にはそれぞれ「東離（とうり）」と「西幽（せいゆう）」という新たな国が生まれ、それ以降、その国独自の人間の歴史を作っていった。
「窮暮之戰」より二百年後、「神誨魔械」は護印師（ごいんし）と呼ばれる者によって監視・守護されていたが、東離に神誨魔械を狙う謎の賊徒「玄鬼宗（げんきしゅう）」が現れた。
西から東離にやってきた謎の男・殤不患（ショウフカン）と、煙管を吹かす東の謎の男・凜雪鴉（リンセツア）は、玄鬼宗の野望を打ち砕くために共に戦うことになった。

### 第一期
護印師の末裔、丹衡（タンコウ）と丹翡（タンヒ）の兄妹は、「神誨魔械」の中でも特に危険な力を有するという「天刑劍（てんぎょうけん）」を聖域で守っていた。
ある日、天刑劍を狙う玄鬼宗が護印師の末裔の兄妹を襲撃した。玄鬼宗の首魁・蔑天骸（ベツテンガイ）は、天刑劍を手に入れた後、それを使ってある大きな野望を考えていた。
天刑劍は分解できる剣であり、柄（つか）と鍔（つば）を刀身に取り付け、元の形に戻して初めて台座から引き抜くことができた。護印師の末裔の兄妹はそれぞれを持って玄鬼宗の襲撃から逃げた。しかし兄の丹衡は蔑天骸の邪悪な剣技に破れ、柄を奪われてしまった。鍔を持つ妹の丹翡にも、玄鬼宗の追手がかかる。
一方、雨に濡れた旅の剣客・殤不患（ショウフカン）は、雨ざらしの石仏に備えられた雨傘を拝借しようとしたところを、謎の男・鬼鳥（キチョウ）に諌められた。
鬼鳥は「お前が借りた雨傘の義理で、この先で最初に出会った者に、仏に成り代わって慈悲をかけてやれ」と説いた。その後、殤不患は、道中で一人の女が黒装束を着た謎の集団に追われてるのを目撃した。
その女は丹翡であり、玄鬼宗の殘凶（ザンキョウ）たちによって殺されようとしていた。殤不患は丹翡を助けに入り、必殺の剣技で玄鬼宗たちを次々に斬っていき、彼女を危機から救った。戦いで敗北した殘凶は、玄鬼宗の邪魔をした殤不患の顔と名前を憶えて、自害した。
結局、この日の殤不患は、鬼鳥の言う「仏のような慈悲」で、玄鬼宗に追われていた丹翡を救い出したのである。
しかし殤不患は、この出来事が原因で、玄鬼宗から恨みを買うことになった。その後、殤不患は、町のどの店に行っても人から恐れられたり、追い返されたりした。「なぜ自分がこんな対応を受けるのか？」と思いながら町の中を歩いてると、町の壁のあちこちに玄鬼宗の張り紙を見つけた。玄鬼宗は殤不患の顔と名前を記した手配書を町中の壁に張り付けて、町の住人達にこの男を「要注意人物」として知らせたのだ。この張り紙を見た殤不患は茫然とした。そこに玄鬼宗の第二の刺客が・獵魅（リョウミ）がやって来た。獵魅は玄鬼宗の敵・殤不患を抹殺する為、多くの兵たちで襲撃した。しかし、そこへ、弓の名手の狩雲霄（シュウンショウ）と槍の使い手の捲殘雲（ケンサンウン）が助けに入り、玄鬼宗を撃退した。更に鬼鳥もやって来て、「これから丹翡の兄の仇討ちの為に玄鬼宗を打倒しに行くので、君も一緒に私たちの旅に参加してみないか？」と殤不患を誘った。玄鬼宗に狙われる羽目になった殤不患は、鬼鳥の旅の仲間に加わることにした。鬼鳥は続いて、魔族の刑亥（ケイガイ）と剣鬼の「鳴鳳決殺（めいほうけっさつ）」こと殺無生（セツムショウ）を仲間に加えた。
鬼鳥の旅の一行は次のメンバーで編成された。
- 旅のリーダーの鬼鳥
- 弓の名手「鋭眼穿陽（えいがんせんよう）」こと狩雲霄（シュウンショウ）。
- その舎弟である槍の「寒赫（かんかく）」こと捲殘雲（ケンサンウン）。
- 旅の剣客の殤不患（ショウフカン）
- 護印師の末裔の丹翡（タンヒ）
- 死霊術の達人である魔族、「泣宵（きゅうしょう）」こと刑亥（ケイガイ）。
- 無双の剣鬼、「鳴鳳決殺（めいほうけっさつ）」こと殺無生（セツムショウ）。

鬼鳥は本来、鬼鳥の師のひとり廉耆（レンキ）を旅の仲間に誘うつもりであったが、その数日前、殺無生が廉耆を殺害してしまった。そこで鬼鳥は得意の弁舌で、冷酷で残忍な心を持つ殺無生を自分の仲間に加えることにした。
鬼鳥の旅の仲間になった人たちは、表向きは鬼鳥に従っていたが、内心では鬼鳥を嫌っていた。彼らはそれぞれの野望を隠して鬼鳥の話術で説得されたふりをしていた。
鬼鳥たちの旅の行き先は、蔑天骸が根城にしている七罪塔（しちざいとう）である。七罪塔は魔脊山（ませきざん）の山の上に築かれていて、そこに行くには魔脊山の「亡者の谷」と「傀儡の谷」と「闇の迷宮」を通る必要があった。
鬼鳥たちの旅は順調に進んだが、旅の間、鬼鳥の仲間たちは、それぞれ、仲が悪かった。
特に殤不患は素性のわからない謎の男だったので、他の仲間たちから不信の目でしつこく見られた。「亡者の谷」では、殤不患だけ仲間の作った結界に入れてもらえず、1人で死者たちと戦わされた。「傀儡の谷」では、他の仲間たちが安全な場所にいるのに、殤不患だけ巨大な石像と戦わされた。仲間から酷い仕打ちを受けた殤不患は激怒し、彼らと別れて単独で七罪塔に行くことにした。そんな彼を心配して、丹翡と鬼鳥は殤不患（ショウフカン）の後を追った。
3人は骸骨の鳥「魑翼」（みよく）を見つけた。3人はそれを使って空を飛んでいき、七罪塔に向かった。一方、地上に残された狩雲霄、捲殘雲、刑亥、殺無生の4人は歩いて七罪塔に向かった。
殤不患と丹翡と鬼鳥が七罪塔に着くと、蔑天骸たちが待ち構えていた。丹翡は兄の仇を討とうと蔑天骸に剣で立ち向かうが、途中で鬼鳥が幻術をかけて、丹翡は殤不患と味方同士で戦う羽目に。2人は玄鬼宗に捕まり、牢屋に入れられた。その牢屋の前に狩雲霄、捲殘雲、刑亥、殺無生が来て、捲殘雲を除く3人は牢屋に入れられた2人を嘲笑い、今回の旅を企画した鬼鳥のことを教えた。
鬼鳥の正体は東離では有名な悪党である大怪盗「掠風竊塵（リョウフウセツジン）」こと「凜雪鴉」（リンセツア）だった。凜雪鴉の本当の狙いは丹翡の持っていた天刑劍の鍔を蔑天骸に売り渡し、その後、完成形となった天刑劍を隙を見て、自分で掠め取るつもりだと考えられた。
このことを知らされた殤不患と丹翡は大きな衝撃を受けて、鬼鳥の言うことをそのまま信じたことを後悔した。
その頃、鬼鳥（＝凜雪鴉）は蔑天骸と会食し、天刑劍について和やかに語り合っていた。その時、2人の前に殺無生がやって来て、凜雪鴉を殺そうとする。彼の目的は凜雪鴉の暗殺だった。しかし殺無生は蔑天骸を見ると、自分の対決する相手は蔑天骸であると心変わりして、蔑天骸に決闘を挑んだ。死闘の末に蔑天骸の圧倒的な剣技に殺無生は敗北し、斬り倒されてしまった。殺無生は日頃から強者と戦えることを自分の誇り・生きがいとしていたので後悔は無く、凜雪鴉に対して「貴様も冥途の旅路はさけられぬ！先にあの世で待っているぞ！」と言い残して、その場で息絶えた。
その後、七罪塔の牢屋では、殤不患は自分の必殺技である「気功術」を使ってその牢屋から脱出し、牢屋の中で悲嘆にくれる丹翡を励ました。
そして、殤不患は凜雪鴉（＝鬼鳥）と再び出会った。まさかの殤不患の登場に、凜雪鴉は得意の弁舌で相手をなだめて「自分は蔑天骸の剣の矜持を盗む」ことを目的に七罪塔に来た、蔑天骸が手に入れた天刑劍の鍔はニセモノであり、本物の鍔は 無垠寺（むぎんじ）のところに隠してある、と説明した。
一方、それまで狩雲霄を自分の兄貴分として慕っていた捲殘雲は、狩雲霄が七罪塔に来た本当の目的を知って落胆した。彼は凜雪鴉に金で雇われたに過ぎず、世間の評判とは裏腹に強欲な男だった。捲殘雲は丹翡を牢屋から助けて、彼女と一緒に無垠寺に向かった。
2人は本物の鍔を手に入れるが、その時、2人の前に狩雲霄と刑亥が現れた。彼らは玄鬼宗に寝返り、蔑天骸の命を受けて捲殘雲たちの後を尾行していたのだ。捲殘雲は狩雲霄と戦うが力及ばず敗北し、命は取り留めるものの本物の鍔を彼らに奪われてしまった。
鍔は蔑天骸の手に渡り、完全な天刑劍が復元・完成された。そして「鍛劍祠」（たんけんし）で天刑劍を引き抜くと、突然、大地が揺れて地面に大きな穴が開いた。そこには数百年も眠り続けていた魔神「妖荼黎」（ヨウジャレイ）があった。天刑劍とは、魔神を封じることができた唯一の神誨魔械だったのだ。刑亥が鬼鳥の仲間になったのは、天刑劍によって長く地中に封じられた妖荼黎を復活させる為だった。
欲深ではあるが人としての常識は持ち合わせていた狩雲霄は、魔神が復活したら大変なことになると思い、復活をなんとか阻止しようとするが、刑亥に絞め殺された。
一方、蔑天骸は妖荼黎の復活を喜んだ。妖荼黎を地上で暴れさせてから自分は救世主としてこの世界に君臨する、それが蔑天骸の野望だった。
しかし、浮かれる蔑天骸の前に凜雪鴉が立ちふさがった。凜雪鴉は剣を抜き、蔑天骸に勝負を挑む。蔑天骸は凜雪鴉をただの盗賊として侮った。しかし凜雪鴉は蔑天骸を正面から剣技で打ち破って、勝利した。凜雪鴉は殤不患に言った通り、剣に全てを捧げた蔑天骸の「剣の矜持」を奪うことに成功したのである。
凜雪鴉は蔑天骸から天刑劍を奪って、妖荼黎を封印しようとした。しかし蔑天骸は、そんな凜雪鴉の考えを先に読み取り、最後の力で天刑劍をへし折った。これは自分から剣の矜持を奪った凜雪鴉への仕返しであった。この予想外の展開に凜雪鴉は絶望と憤怒の表情を顔に浮かべて、それを見た蔑天骸は高笑いしながら死んでいった。
遂に妖荼黎が復活し、世界を滅ぼさんとしたところで、殤不患がその目の前に現れた。そして隠し持っていた「魔剣目録」を取り出して、その中にある魔剣を解放した。
この殤不患という男は、それまで「刃無鉾（じんむほう）」と人から侮られてきたが、実は西幽の地では、人世を騒がせた「魔剣」を奪取して、それを集める大悪党であり、「啖劍太歳（たんけんたいさい）」と呼ばれていた。魔剣を狙う者たちの追跡を逃れる為、殤不患は各地を旅して、遂には人跡未踏の鬼歿之地を超えて、東離まで来てしまったのである。
殤不患は魔剣目録に収蔵されていた「須彌天幻・劫荒劍（すみてんげん・ごうこうけん）」を取り出して、目の前で暴れる妖荼黎を再び地中に封印した。
その後、平和がもどった東離では、戦いで片目を失いながらも生還した捲殘雲が丹翡と夫婦になり、丹衝が遺した護印師の技と、再封印された妖荼黎の管理を継いでいくことを決意した。
殤不患は魔剣目録の落ち着く所を探しに、新たな旅に出る。凜雪鴉は悪人・奸物を寄せ付ける殤不患に魅力を感じて、彼を密かに付け回すことに決めた。
再び旅に出た殤不患は、凜雪鴉から別れ際に受け取った傘を石仏に返還して、雨傘の義理を果たした。

### 第二期
東離における殤不患（ショウフカン）の活躍は、遥かなる彼の地、西幽にまで伝わった。西幽の町では、殤不患（ショウフカン）の噂、伝聞が流れ、西幽で彼と因縁を持った者たちは、未踏の地と言われた「鬼歿之地」（きぼつのち）を恐れることをやめて、国境を踏み越え、続々と東離にやって来た。
一方、殤不患（ショウフカン）は1人で旅をしていた。地上に大きな災いをもたらす危険な秘宝「魔剣目録」を捨てる為である。
その安全な捨て場所を探していた殤不患（ショウフカン）は、やがて、護印師の砦の中でも屈指の堅牢さを誇るという「仙鎮城」（せんちんじょう）に辿り着いた。殤不患（ショウフカン）はそこの城主・伯陽候（ハクヨウコウ）に面会してこの危険な「魔剣目録」を誰の手にも渡らないように、厳重に保管するように託した。
仙鎮城（せんちんじょう）を出た殤不患（ショウフカン）は、その帰路で、西幽時代、自分の元相棒だった吟遊詩人・浪巫謠（ロウフヨウ）と久しぶりに再会した。
浪巫謠（ロウフヨウ）は、殤不患（ショウフカン）に「西幽の大悪党・禍世螟蝗（カセイメイコウ）が殤不患（ショウフカン）を探している。その部下たちが殤の居場所を見つけ出しそうと各地で動いている。もし見つけたら、殤不患（ショウフカン）を殺して、「魔剣目録」を自分のものにするつもりだ。その刺客の女・蠍瓔珞（カツエイラク）がすでに東離に来ている」ことを知らせた。
それを聞いた殤不患（ショウフカン）はびっくりして、急いで仙鎮城（せんちんじょう）に引き返すが、その時すでに遅く、城の衛兵たちはサソリの毒で殺され、城主の伯陽候は「蝕心毒姫」（ショクシンドッキ）こと蠍瓔珞（カツエイラク）に襲撃されていた。そして、「魔剣目録」の中にあった「喪月之夜」（もづきのよ）と「妖姫・七殺天凌」（ようき・ななさつてんりょう）の２つの魔剣は、蠍瓔珞（カツエイラク）に奪われてしまった。
東離の警察機関・衙門（がもん）では、メガネをかけた西幽（せいゆう）の捕吏・嘯狂狷（ショウキョウケン）が挨拶に来ていた。嘯狂狷（ショウキョウケン）は「逆賊」の殤不患（ショウフカン）の捕縛と「魔剣目録」の獲得という西幽の帝の命を受けて、はるばる西幽（せいゆう）から東離（とうり）にやってきたのである。嘯狂狷は、東離の警察機関・衙門（がもん）にその殤不患の捜索の協力を求めた。
しかし、そこに現れたのはまたもや偽名「鬼鳥」を名乗り、四方御使（しほうごし）を詐称する凜雪鴉（リンセツア）であった。凜雪鴉（リンセツア）は得意の弁舌を駆使して役人のように振る舞い、東離での嘯狂狷（ショウキョウケン）の案内役を買って出るのであった。
その後、 西幽の捕吏・嘯狂狷（ショウキョウケン）は四方御使の「鬼鳥」（＝凜雪鴉）を連れて仙鎮城（せんちんじょう）を訪れ、そこの城主に先日、発生した襲撃事件のことを詳しく聞いた。そして、城主から事件当時の状況を教えてもらうと、嘯狂狷（ショウキョウケン）は、今回の事件の首謀者は西幽の大悪人・殤不患（ショウフカン）の仕業であり、殤不患（ショウフカン）が蠍瓔珞（カツエイラク）を仙鎮城の中に手招きして二人で一緒に襲撃したのだ、という推理を立てた。
一方、殤不患（ショウフカン）と浪巫謠（ロウフヨウ）は自分たちの身に何かが迫っているのを感じて、急いで町から脱出しようとしたが、そこに蠍瓔珞（カツエイラク）が現れた。蠍瓔珞（カツエイラク）は、人の精神を操る魔剣・「喪月之夜」（もづきのよ）を実際に町中で使い、人々を自由に操れることを確認した。そして、その人々を使って、殤不患（ショウフカン）と浪巫謠（ロウフヨウ）を襲わせ、殤不患（ショウフカン）は戦闘中に蠍瓔珞（カツエイラク）の謀計で猛毒攻撃を受けてしまった。「喪月之夜」を手にした蠍瓔珞（カツエイラク）はますます自信を得て、町中を大混乱にしていった。逆に殤不患（ショウフカン）は戦いでどんどん追い詰められていき、浪巫謠（ロウフヨウ）は楽器を使った必殺技を使って蠍瓔珞（カツエイラク）を攻撃し、その隙に殤不患（ショウフカン）を抱えて、二人はは急いでその場から逃げた。
その後、蠍瓔珞（カツエイラク）の前に、西幽の捕吏・嘯狂狷（ショウキョウケン）とその役人たちが現れた。嘯狂狷は法の番人として大悪人の殤不患（ショウフカン）を捕まえる為にその町に来たのであるが、すでに殤不患（ショウフカン）たちは逃げた後であった。
そこで、嘯狂狷（ショウキョウケン）は目の前にいる魔剣で操られている町の人々を次々と殺していき、その動きを見た蠍瓔珞（カツエイラク）は驚いて、その場から逃げた。また、この嘯狂狷（ショウキョウケン）の殺した人々の遺体を見た凜雪鴉は嘯狂狷（ショウキョウケン）という男を不気味に感じた。
その後、仙鎮城（せんちんじょう）では、城主の伯陽候（ハクヨウコウ）が蠍瓔珞（カツエイラク）の毒に苦しみ寝込んでいたが、謎の苦行僧の諦空（テイクウ）が毒の治療をして、周囲を驚かせた。
一方、殤不患（ショウフカン）と浪巫謠（ロウフヨウ）は、どこかの洞窟に逃げ込んで、そこで体を休めていたが、さきほど猛毒攻撃を受けた殤不患（ショウフカン）は依然、顔色が悪かった。それで、殤不患（ショウフカン）は、全身に毒が回らないように独自の呼吸法「調息」を使ってで自分の体の状態をコントロールしていた。
そんな2人のところに、偶然、凜雪鴉（リンセツア）が現れた。目の前で殤不患（ショウフカン）の苦しんでいる様子を見た凜雪鴉は「解毒薬」のことを教え、凜雪鴉（リンセツア）と浪巫謠（ロウフヨウ）は解毒薬の材料となる「龍の角」を求め「鬼歿之地」（きぼつのち）へ向かうのだった。
その後、殤不患（ショウフカン）は、洞窟から抜けて別の安全な場所に逃げるが、途中で運悪く、法の番人の嘯狂狷（ショウキョウケン）と蠍瓔珞（カツエイラク）たちに見つかってしまった、実は、この2人は、数日前、共通の敵である殤不患（ショウフカン）を倒すために、互いに手を組んだのである。こうして、ますます最悪の状況になった殤不患（ショウフカン）はたった1人で彼らと戦うことになるが、弱った体では彼らに勝ち目はなかった。
殤不患がもう力が尽きて倒されそうになった時、浪巫謠（ロウフヨウ）が空からやってきて、殤不患（ショウフカン）に「解毒薬」を渡した。殤不患（ショウフカン）はそれを服用すると体内から毒が消えて元気を取り戻し、目の前の敵たちに応戦、反撃していった。蠍瓔珞（カツエイラク）は殤不患（ショウフカン）と激闘するも、殤不患の剣技に打ち負かされて負傷し、しかも、仲間のはずの嘯狂狷（ショウキョウケン）がその負傷した蠍瓔珞（カツエイラク）から魔剣・「喪月之夜」（もづきのよ）を奪い取った。
その後、蠍瓔珞（カツエイラク）は負傷した体でその場から逃げていった。また、嘯狂狷（ショウキョウケン）も鬼鳥の忠告に従って、その場から役人たちを連れて退却した。
西幽の捕吏・嘯狂狷（ショウキョウケン）は、蠍瓔珞（カツエイラク）がまだ魔剣を隠し持っているに違いない、と思い、追っ手たちを町の街道に走らせ彼女の行方を捜索させた。そして、蠍瓔珞（カツエイラク）を街道の途中で見つけた。その時、蠍瓔珞（カツエイラク）は、少しためらっていたが、魔剣「妖姫・七殺天凌」（ようき・ななさつてんりょう）を抜くことを決意し、怪しい光を放つ「七殺天凌」で嘯狂狷（ショウキョウケン）の手下たちを次々に斬り殺していった。「七殺天凌」（ななさつてんりょう）は妖艶な声で蠍瓔珞（カツエイラク）に人間を殺すことを命じ、次の日も蠍瓔珞（カツエイラク）はその魔剣で多くの人間を斬り殺していった。
しかし、蠍瓔珞（カツエイラク）は「七殺天凌」のそんな命令をいつも聞くのがイヤになり、魔剣「七殺天凌」を小屋の中に置き去りにした。
その後、小屋の中にあったその魔剣「七殺天凌」（ななさつてんりょう）は流浪の謎の苦行僧の諦空（テイクウ）が密かに手に入れた。そして、「七殺天凌」の妖艶な声を聴いた諦空（テイクウ）は自分の生きる意味を見出し、「七殺天凌」を使って蠍瓔珞（カツエイラク）を殺害した。また、その時から、自分の名前を「婁震戒」（ロウシンカイ）に改めた。
魔剣の使い手となった婁震戒（ロウシンカイ）は、護印師たちの砦として名高い「仙鎮城」を襲撃し、護印師たちを次々に魔剣で殺していった。そして、城の中にあった多くの「神誨魔械」（しんかいまかい）も破壊した。
また、自分を討伐をしに来た浪巫謠（ロウフヨウ）も「七殺天凌」で撃退し、鬼歿之地にいる巨龍・歿王も倒した。
「七殺天凌」を手に入れた婁震戒（ロウシンカイ）は向かうところ敵なしであった。この時、婁震戒（ロウシンカイ）は、魔剣「七殺天凌」（ななさつてんりょう）を「姫」と呼び、強い恋心を抱くようになった。
一方、 西幽の捕吏・嘯狂狷（ショウキョウケン）は四方御使・鬼鳥の正体が、「東離（とうり）」で有名な大怪盗の凜雪鴉（リンセツア）であることを見破り、嘯狂狷は凜雪鴉に盗品の密輸計画を密かに持ち掛けた。「東離（とうり）」と「西幽（せいゆう）」の間には、「鬼歿之地」と呼ばれる荒野があり、魔物や食人族がよく出没していた。人間がその荒野を超えて相手の国に行くのは難しく、商品の流通もあまり活発ではなかった。
実は、嘯狂狷（ショウキョウケン）は法の番人でありながら、これまで「西幽」で盗品をたくさん集めていて、それらを「東離（とうり）」で密かに高値で売りさばくことを考えていた。嘯狂狷（ショウキョウケン）の「西幽」の盗品と凜雪鴉（リンセツア）の「東離（とうり）」の盗品を交換して、それぞれ互いの国で売れば、安全に換金できて巨万の富が得られる・・・、これが嘯狂狷（ショウキョウケン）が凜雪鴉（リンセツア）に提案した裏取引の内容であった。
それを聞いた凜雪鴉（リンセツア）は、嘯狂狷（ショウキョウケン）の見識の高さを褒めたたえて、嘯狂狷（ショウキョウケン）との密輸計画と裏取引に協力することにした。しかし、この時、凜雪鴉（リンセツア）はその盗品に必殺技の幻術をかけて、法の番人の嘯狂狷（ショウキョウケン）を破滅させようとしたのである。
その後、嘯狂狷（ショウキョウケン）は凜雪鴉（リンセツア）の助言に従って、自分の「西幽」の盗品を「東離（とうり）」の町の店に行って売ることにした。しかし、店の中で、とんでもないことか起こった。
嘯狂狷のいる前で店の主人がその箱をあけてみると、中から「東離」の盗品である名剣（＝凜雪鴉が過去に高い身分の人達から盗んだもの）が数多く出てきた。これを見た商人たちはびっくりした。商人たちはこの名剣がどういうものかよく知っていたので、すぐに国に通報すると言い出した。すると、嘯狂狷（ショウキョウケン）はこの予期せぬ事態に狼狽して、急いで目の前にいる商人を斬って、その店から逃げた。法の番人の嘯狂狷（ショウキョウケン）は、間違って「東離」の盗品を「東離」の店で売ってしまったのである。この時、箱のすり替えを見抜けなかった嘯狂狷は大いにパニックになり、なぜこんなことが起きてしまったのかわからず、とにかく町の道中を急いで走って、遠くへ逃げた。
もし、「西幽」の町に届くものが、「東離」の盗品ではなく自分の横領した「西幽」の盗品であったら、これまで自分のしてきた汚職・不正が「西幽」で暴かれてしまう、そうなったら自分は西幽で法の番人の職は解かれ、罪人として裁かれてしまう・・・そう嘯狂狷は思った。その後、いろいろ考えた嘯狂狷は自分はもはや職を失ったお尋ね者である、ことを確信して、これからは悪の道に進むことを決意した。
まず嘯狂狷（ショウキョウケン）は、これから自分を罪人として逮捕するであろう東離の警察機関・衙門（がもん）に、自分から単身で乗り込んで衙門の役人たちを「喪月之夜」（もづきのよ）で斬っていった。そして、彼らを自分の操り人形として動かして東離の町の中を混乱させていった。
しかし、そこへ、殤不患（ショウフカン）と浪巫謠（ロウフヨウ）が現れて、嘯狂狷（ショウキョウケン）は彼ら2人に戦闘で負けてしまった。
服はボロボロになり、「喪月之夜」（もづきのよ）も奪われた嘯狂狷（ショウキョウケン）は、その後、どこかに敗走した。
街道を1人で歩いている嘯狂狷（ショウキョウケン）は、かつての法の番人としての輝きはなかった。そして、先ほどの戦いに敗れた悔しさから、「殤不患」の名を何度も声に出して殤不患を激しく呪った。
そこへ、偶然、魔剣「七殺天凌」（ななさつてんりょう）を持つ婁震戒（ロウシンカイ）が通りがかり、婁震戒（ロウシンカイ）は、この西幽の元・法の番人の嘯狂狷（ショウキョウケン）を殺して、その遺体を木に吊るした。
その後、殤不患（ショウフカン）と浪巫謠（ロウフヨウ）と凜雪鴉（リンセツア）の3人は、この木に吊るされた遺体が、婁震戒（ロウシンカイ）の仕業であるとわかり、3人は残りの魔剣「七殺天凌」を取り戻すべく、この婁震戒（ロウシンカイ）と最終決戦を迎えるのである。

### 第三期
物語は第二期の直後から始まる。魔脊山（ませきざん）の大決戦で、殤不患（ショウフカン）たち3人は婁震戒（ロウシンカイ）を力を合わせて倒した。そして、残りの魔剣「妖姫・七殺天凌」を回収しようとした。
しかし、その時、婁震戒（ロウシンカイ）は傷ついた体で大きくジャンプして、空中に舞う「妖姫・七殺天凌」を奪取して、魔脊山（ませきざん）の崖の下に落ちていった。また、この時、婁震戒（ロウシンカイ）は右腕を失った。
その後、殤不患（ショウフカン）と浪巫謠（ロウフヨウ）、凜雪鴉（リンセツア）は、新たに眼帯をつけた捲殘雲（ケンサンウン）を仲間に加えて、「妖姫・七殺天凌」を回収すべく魔脊山（ませきざん）の谷底を探索した。
殤不患（ショウフカン）たち一行は、かつて「玄鬼衆」を討伐する時に通った「闇の洞窟」に久しぶりにやってきたが、その現在の場所は、自分たちが以前に知っていたその様相と大きく変わっていた。
実はその頃、魔族の刑亥（ケイガイ）が魔脊山の「闇の洞窟」を時空の入り交じる空間「無界閣（むかいかく）」へと改造していたのだった。そして、現世の空間と魔界の空間を自由に往来できるように連結していた。
そんなことも知らず、そこを歩いていた殤不患たち一行は、突然、敵の集団に襲撃された。襲撃したのは「神蝗盟」（しんこうめい）の法師である異飄渺（イヒョウビョウ）とその配下たち、そして魔族の刑亥（ケイガイ）だった。「神蝗盟」は、禍世螟蝗（カセイメイコウ）が率いる闇の集団であり、殤不患の持つ魔剣目録をいつも西幽で狙っていた。
殤不患（ショウフカン）たちは敵と戦うが、そんな乱戦のさなか、無界閣（むかいかく）に実っている葉の形をした「逢魔漏（おうまろう）」が妖しく瞬き、それに触った殤不患たち4人の一行は、突然、大きな光に包まれて、異世界へ飛ばされてしまった。
その後、4人の一行は気が付くと、西幽の宮殿「鳳曦宮」（ホウギキュウ）の中に来ていた。浪巫謠（ロウフヨウ）は他の3人とはぐれ、1人で宮殿の中を歩いていた。すると、西幽の皇女・嘲風(チョウフウ)に偶然、会ってしまい、いきなり彼女に短剣で腹を刺されて出血した。そこへ、殤不患（ショウフカン）たち3人が彼の助けに入るが、皇女が西幽の衛兵たちを呼び、次々とこの4人の「不審者」を襲った。殤不患（ショウフカン）たち４人は急いで走り、なんとか衛兵の追っ手から逃げ切ったが、西幽の宮殿はとても広く、どうやって宮殿の外に脱出すればいいかわからなかった。そんな4人たちのところに西幽の将軍の萬軍破(バングンハ)が現われ、「俺についてこい。宮殿の外へ出られるように秘密の脱出通路を案内してやる」と言った。この萬軍破(バングンハ)という男は、実は殤不患（ショウフカン）とは西幽では知り合い同士の間柄であった。また殤不患（ショウフカン）は西幽では「啖劍太歳（たんけんたいさい）」とよく呼ばれている。
萬軍破(バングンハ)は4人を連れて秘密の通路を歩いている間、現在の西幽の宮廷のことを詳しく語った。西幽の帝は誰とも会わずに、いつも奥に引きこもり、宮廷の政治は彼の娘である嘲風(チョウフウ)が独断で行っていた。嘲風(チョウフウ)という女は悪逆非道の女であり、西幽の兵たちをいつも恐怖で支配していた。萬軍破(バングンハ)はこの嘲風(チョウフウ)のことをひどく嫌っており、このままでは西幽が滅びると、いつも国の将来を悲観していた。そんなことを話しながら萬軍破(バングンハ)たちが宮廷の扉を開いて外に出ると、そこは、とんでもない不気味な光景が広がっていた。西幽の邪教宗門「神蝗盟」（しんこうめい）の軍団がすでに4人たちを待ち伏せていた。西幽の将軍の萬軍破(バングンハ)は、西幽を救う為に邪教宗門の「神蝗盟」（しんこうめい）に入り、大悪党・禍世螟蝗（カセイメイコウ）を西幽の次の新しき指導者として支えることに決めたのである。
そして、殤不患（ショウフカン）に対して「魔剣目録」を禍世螟蝗（カセイメイコウ）に引き渡すように要求した。しかし、殤不患（ショウフカン）は自分の宿敵である禍世螟蝗（カセイメイコウ）をひどく嫌っていたので、その要求を断固拒否した。こうして、両者は、互いに剣を抜いて戦闘が始まった。萬軍破(バングンハ)は西幽の将軍らしく高度な剣技で攻撃したが、殤不患（ショウフカン）もその攻撃をかわして応戦した。そんな二人が激しく戦闘している最中に、それまで行方不明だった婁震戒（ロウシンカイ）が突然、横から飛び出してきて、殤不患（ショウフカン）に攻撃してきた。そして、3人の乱戦状態となった。この乱戦の最中に「神蝗盟」（しんこうめい）の仕掛けた「結界」が解除され、殤不患（ショウフカン）と浪巫謠（ロウフヨウ）と捲殘雲（ケンサンウン）の３人は、その場から脱出して急いで遠くへ逃げた。一方、凜雪鴉（リンセツア）だけは、その場に残り、得意の弁舌を駆使して、「私は先ほどの萬軍破(バングンハ)将軍の身の上話を聞いて感銘したので、ぜひ私を「神蝗盟」（しんこうめい）に入れてください」と萬軍破(バングンハ)に申し出た。萬軍破(バングンハ)はこれを聞き入れて、凜雪鴉（リンセツア）を「神蝗盟」（しんこうめい）に入れることにした。
一方、魔族の刑亥（ケイガイ）は「無界閣（むかいかく）」で、魔剣「妖姫・七殺天凌」を偶然見つけた。
その魔剣「妖姫・七殺天凌」は、自分の姉である照君臨（ショウクンリン）であり、剣の中で、彼女の魂が生きていた。ここで「妖姫・七殺天凌」（＝照君臨（ショウクンリン））は、なぜ自分が魔剣になってしまったのか、そのいきさつを妹の刑亥（ケイガイ）に語った。
・・・「窮暮之戰」（きゅうぼのせん）で、人類は魔族との戦いに勝利して、平和な時代になった。しかし、まだ魔族の生き残りが地上にいた。そこで西幽の護印師たちが、各地に散らばり、その魔族の生き残りを探し出し、次々に殺していった。その時、魔族の中で優れた術師であった照君臨（ショウクンリン）は、美貌を持つ人間の女性に変身し、人前で芸を舞う仕事をして護印師たちの目から逃れた。その後、照君臨（ショウクンリン）は町の各地で芸を舞い、その舞う姿が評判になり人気が出てきた。西幽の貴族の男たちも彼女に夢中になった。やがて、照君臨（ショウクンリン）は宮廷内部に入ることに成功し、妓女として芸を舞うようになった。この時、照君臨（ショウクンリン）はウソの経歴を言って、宮廷の人たちは彼女の言うことをそのまま信じた。ついに、西幽の帝の寵姫になった照君臨（しょうくんりん）は、自分の美貌で帝の気持ちを掴みながら、自分の嫌う西幽の将軍たちを次々に獣たちのエサにして殺していった。また、西幽を内部から弱体化させていくのと並行して、魔族の軍団を西幽に侵攻させることも計画した。しかし、運の悪いことに、途中で自分の正体が魔族であることがバレてしまい、照君臨（ショウクンリン）は西幽の宮廷から追放された。そして、また護印師たちに追われる身となり、照君臨（ショウクンリン）は遠くへ逃げたが、最後は崖に追い詰められた。そして、護印師たちに聖剣で体を貫かれて死亡した。しかし、この時、照君臨（ショウクンリン）は必殺の魔術を使って、護印師たちの聖剣に自分の魂が乗り移ることに成功した。その後、その聖剣は150年もの長い年月をかけて魔剣になり、「七殺天凌」になった。ある日、護印師の子孫が、その魔剣を何も知らずに抜くと、「七殺天凌」の妖艶な声（＝照君臨の声）によって頭の思考が変になり、周囲の人を殺しまくった。その後、「七殺天凌」の持ち主が別の人に変わっても、同じように妖艶な声でその持ち主の頭が変になり、多くの人たちを殺しまくった。しかし、ある時、西幽で魔剣を集めてる盗賊の「啖劍太歳（たんけんたいさい）」（＝殤不患のこと）がその魔剣「七殺天凌」のことを知り、魔剣「七殺天凌」を奪取して、「魔剣目録」の中に封印した・・・。
このことを聞いた刑亥（ケイガイ）は、また殤不患に対し、怒りが込み上げてきた。
その後、刑亥（ケイガイ）は、萬軍破(バングンハ)たちのところに行くと、その近くに自分の嫌う凜雪鴉（リンセツア）がいた。彼は得意の弁舌を駆使して邪教宗門の「神蝗盟」（しんこうめい）に入ったのである。この予期せぬ事態に、刑亥（ケイガイ）は大いに驚き、憤り、もう人間たちと一緒に協力するのをやめて、自分だけで今ある「無界閣（むかいかく）」をさらに拡張することにした。さらに、同じ魔族である阿爾貝盧法（アジベルファ）にも協力を求め、魔剣「七殺天凌」を昔の人間の状態に戻したいので、過去にも行ける「逢魔漏（おうまろう）」を作る手伝いをしてほしい、と頼んだ。
時空を操る魔界伯爵の阿爾貝盧法（アジベルファ）は刑亥（ケイガイ）に協力することにし、まず殤不患（ショウフカン）と浪巫謠（ロウフヨウ）を過去の異世界に飛ばした。殤不患（ショウフカン）が行ったところは、大昔の「神誨魔械」（シンカイマカイ）の鍛造の現場であり、そこで、聖剣の秘密を知った。浪巫謠（ロウフヨウ）が行ったところは、かつて、殤不患（ショウフカン）と浪巫謠（ロウフヨウ）と睦天命（ムツテンメイ）の3人が禍世螟蝗（カセイメイコウ）と対決している現場であった。彼らの戦闘を遠くから見ていた浪巫謠（ロウフヨウ）は、自分も戦闘に加わって過去を変えようかどうか葛藤したが、結局、何もできなかった（その後、睦天命は目を攻撃され、失明する）。その次に、浪巫謠が飛ばされたところは、自分が生まれる前の若き母親の所であった。母親の咒旬瘖（ジュシュンイン）は恋人の男に愛の告白をするが、その相手の男の正体は実は魔族であった。母親は男から目を攻撃されて失明し、その後、光を失った母親はその男との間にできた息子の浪巫謠（ロウフヨウ）を苦労して産む。その場面を初めて見た浪巫謠（ロウフヨウ）は、大きな声で叫び、深い悲しみと絶望に沈んだ。また、その魔族の男の正体（つまり、浪巫謠の父親）とは、同じ髪の色をし、時空を操る魔界伯爵の阿爾貝盧法（アジベルファ）であった。
その後、殤不患（ショウフカン）と浪巫謠（ロウフヨウ）は、過去の世界から別々に「無界閣」（むかいかく）に戻ってきたが、殤不患（ショウフカン）は運悪く、「神蝗盟」の兵たちに捕まり、「魔剣目録」を萬軍破(バングンハ)に奪われしまった。そして、牢屋に厳重に入れられた。
一方、婁震戒（ロウシンカイ）は結界から逃げた殤不患（ショウフカン）たちを追っていたが、彼らの姿を見失った。そして、自分が今どこの国にいるのかすら、わからなかった。
最初、婁震戒（ロウシンカイ）は、魔脊山（ませきざん）で、空中に舞う「妖姫・七殺天凌」を奪取して、そのまま崖の下に落ちていったが、その時、右腕を失った。その後、婁震戒（ロウシンカイ）は魔剣「七殺天凌」をどこかで落とし、見知らぬ土地を1人で歩いていた。すると、世捨て人の隠者、鬼奪天工(キダツテンコウ)と出会い、「ここは、人間の世界から遠く離れた異世界だ」と知らされた。鬼奪天工(キダツテンコウ)は、右腕のない婁震戒（ロウシンカイ）を憐れみ、右腕の義手を彼にプレゼントした。その後、鬼奪天工(キダツテンコウ)はガラクタの装置で、時空の穴を夜空に人為的に作ると、婁震戒（ロウシンカイ）は空高くジャンプしてその穴に飛び込み、「無界閣（むかいかく）」に入った。そして、殤不患（ショウフカン）たちを再び見つけて彼らに戦闘を仕掛けたが、また見失ってしまった。そして、今、婁震戒（ロウシンカイ）が森をフラフラ歩いていると、西幽の衛兵たちに見つかり、西幽の宮殿に連行された。婁震戒は嘲風(チョウフウ)と謁見し、「私は東離から来た。今、殤不患（ショウフカン）を探している」と告げると、嘲風(チョウフウ)は彼を気に入り、西幽皇軍の部隊を彼に預けて、殤不患（＝西幽では大悪党の「啖劍太歳（たんけんたいさい）」と呼ばれてる）の捜索に協力した。また、その時、その場には、西幽の将軍・萬軍破(バングンハ)がいて、同じく殤不患の行方を捜していたので、萬軍破は婁震戒を「神蝗盟」（しんこうめい）のアジトのある「無界閣」（むかいかく）に案内した。そこで婁震戒は自分の探し求めていた魔剣「七殺天凌」と再会した。そして、刑亥（ケイガイ）は新たな「逢魔漏（おうまろう）」を使って、婁震戒と魔剣「七殺天凌」と一緒に過去に行き、照君臨（ショウクンリン）の遺体を回収して、照君臨（ショウクンリン）を生き返らせた。そして、婁震戒はその過去の場所にそのまま置き去りにされて、刑亥（ケイガイ）と照君臨（ショウクンリン）は再び「無界閣」（むかいかく）に戻った。
照君臨（ショウクンリン）の復活を知った萬軍破(バングンハ)は、大きな衝撃を受けた。萬軍破(バングンハ)は照君臨（ショウクンリン）の恐ろしさを西幽に伝わる伝説でよく知っていたので、彼女を「無界閣」に閉じ込めて、地上（＝西幽）に出ないようにした。そして、萬軍破は殤不患から奪った「魔剣目録」の中にある魔剣を使って目の前にいる照君臨（ショウクンリン）を倒そうとした。しかし、どの魔剣も萬軍破(バングンハ)には使いこなせなかった。魔剣を持って戦おうとすると、萬軍破(バングンハ)の体から煙が出てた。実は、魔剣目録にある魔剣は自分の持ち主を自分で選ぶ性質があったので、誰でも魔剣を使えるものではなかったのだ。そんなことも知らなかった萬軍破は体の中から炎がでて、もだえ苦しんだ。一方、照君臨は、魔剣で自滅していく西幽の将軍の愚かさを嘲笑った。そんな時、横から、殤不患（ショウフカン）が飛び出てきて、萬軍破の助けに入り、照君臨に立ち向かった。しかし、照君臨は魔剣「七殺天凌」の時と同じ怪しい光を全身から放って、殤不患の剣技を跳ね返した。照君臨のその怪しい光には、人間の思考回路をおかしくする性質があるので、殤不患は照君臨に近づけず、攻撃もできなかった。こうして、照君臨は人間たちとの戦いで自分の勝利を確信して有頂天になったが、その時、突然、「無界閣」の空に時空の穴が開き、そこから婁震戒が飛び出てきた。そして、手にしている旧・魔剣「七殺天凌」を照君臨の体に突き刺した。そして、照君臨の魂を再び、魔剣「七殺天凌」の中に封じ込めることに成功した。
実は、凜雪鴉（リンセツア）が「逢魔漏（おうまろう）」を使って過去にタイムスリップし、過去に置き去りにされた婁震戒を「無界閣」に連れてきたのであった。
その後、魔剣「七殺天凌」を手にして喜んだ婁震戒は、「逢魔漏（おうまろう）」によって宇宙空間に飛ばされ、二人で静かに漂うことになった。
一方、先ほどの戦闘で体がボロボロになり、自分の命がもう少ないと感じた萬軍破(バングンハ)は、凜雪鴉の持つ「逢魔漏（おうまろう）」で西幽の宮殿「鳳曦宮」（ホウギキュウ）にすぐ飛んだ。そして、いつも御簾に隠れて部屋の奥に引きこもってる西幽の帝に対して「どうか、嘲風(チョウフウ)の暴政を止めてください！」と最後の進言した。西幽の将軍は、死の間際でも西幽の行く末を心配していた。
しかし、御簾から出てきた西幽の帝の声はそっけないものであった。それどころか、これほどまでに自分に忠義を尽くした西幽の将軍を西幽の帝は大きな衝撃波で吹き飛ばした。
この西幽の帝・幽皇の正体とは、西幽の大悪党・禍世螟蝗（カセイメイコウ）であった。それまで、萬軍破は表の顔と裏の顔を使い分けて二人に仕えてきたが、このことは、西幽の帝は最初から知っていたのであった。
衝撃波を受けた萬軍破は御簾の奥にいる帝（＝禍世螟蝗）の顔を一瞬見て、死亡した。
その後、嘲風(チョウフウ)がその場にやってくると、西幽の帝は、萬軍破のことを逆賊と言った。それを聞いた嘲風は、元・西幽将軍の萬軍破の遺体を何度も足で踏みつけた。
一方、「無界閣」では、殤不患（ショウフカン）が神誨魔械・「萬世神伏」（マンセイシンプク）を地中に突き刺して、「無界閣」を封印することにした。「無界閣」の世界は魔剣の効果でどんどん崩れていき、殤不患（ショウフカン）たちは急いで脱出したが、浪巫謠（ロウフヨウ）だけ、その崩れる「無界閣」の中に一人で戻っていった。そして、自分の父であり魔界伯爵である阿爾貝盧法（アジベルファ）と対面し、魔族の刑亥（ケイガイ）と一緒に魔界の世界に行った。

### 生死一劍
凜雪鴉（リンセツア）は狡猾な手段を使い、人を欺き、陥れ、その誇りや宝を奪う怪盗であった。その為、いつも多くの人たちから恨まれていた。そこで、凜雪鴉は自分の用心棒として無双の剣鬼、殺無生（セツムショウ）を雇った。殺無生（セツムショウ）は金さえ払えば相手を殺す殺し屋であり、その名前は悪名高いものであった。殺無生は生まれた時から不遇の人生を送った。生まれた時に不吉な鳥が鳴き、それで母親が殺された。その後、その場で騒動が起こり、壮絶な殺し合いが起きた。それで、父親はまだ赤子だった殺無生（セツムショウ）の頭を叩き割り、頭蓋骨が見える血だらけの状態で剣術の道場の前に捨てた。そこで、殺無生（セツムショウ）は道場の師匠に拾われ、育てられ、剣術を習った。その後、殺無生（セツムショウ）は、人の情けを知らぬ冷酷な殺し屋になった。
ある日、凜雪鴉は殺無生に「君はまっとうな人間にならないか。もし、過去の自分と決別したければ、別の新しい名前を使って名誉ある行いをすればいい」と言い、剣技を競い合う大会「劍聖會」（ケンセイカイ）の出場をすすめた。その大会は剣聖・鐵笛仙（テッキセン）が主催する大会であり、優勝はずっと鐵笛仙（テッキセン）が独占していた。また、鐵笛仙は殺無生の昔の剣術の恩師であった。  そこで、殺無生は「鳴鳳決殺」（メイホウケッサツ）という新しい名で出場することになった。しかし、この大会は最初から謎めいた展開となった。大会中に謎の矢が大会の参加者たちに射られたり、毒を盛られたりして、大会の参加者たちは次々と負傷した。殺無生にも、その謎の矢が飛んできたが、殺無生は素早くその矢を掴み取り無事だった。その後、殺無生はそんな参加者たちと対決していった。対戦相手には、玄鬼宗の殘凶（ザンキョウ）もいたが、先ほどの謎の矢で右手を負傷し、競技中に殺無生に降伏を申し出た。その後、殺無生は次の対戦相手に順調に勝利していき、最後は、剣聖・鐵笛仙（テッキセン）の対決となった、剣聖・鐵笛仙（テッキセン）は殺無生に「剣聖とは剣の玉座だ、貴様にはふさわしくない」と言って戦闘が始まった。剣聖・鐵笛仙と殺無生は互いの剣技をぶつけ合い、白熱した戦闘となったが、殺無生が剣聖・鐵笛仙（テッキセン）の腹に剣を突き刺して勝利した。しかし、大会の競技審判団は、殺無生に対し「反則負け」の判定をした。この予期せぬ判定結果に殺無生は驚き、なぜそんな判定になったのか理解できなかったが、剣聖・鐵笛仙（テッキセン）の足を見ると、戦闘中に誰かに射られたと思われる矢が突き刺さっていた。
剣聖・鐵笛仙（テッキセン）は殺無生に「生涯、貴様には剣聖の名など与えられない、貴様は剣鬼でしかない。私は貴様に剣など教えるべきではなかった・・・。昔、貴様を拾った時、私は貴様があのまま死ぬのを待てば良かった、死なぬと言うならこの手で殺すべきだった・・・。」と言い残して死亡した。殺無生はまだ事態が理解できなかった。ここで、凜雪鴉が登場し、「大会側は、殺無生が卑怯な手段を使って参加者たちを事前に負傷させたり弱らせたりして、それで殺無生が戦いに勝利した、と思ったのだ」と説明した。それに対して、殺無生は「自分にも矢を何者かに射られた。攻撃された。」と反論するが、その時、自分に射られた矢は、凜雪鴉の幻術によって今は笛に変わっていた（つまり、殺無生のところには矢が飛んでこなかったことになる）。ここで、殺無生は自分が凜雪鴉にはめられたことに気づいた。最初、大会に出場するように勧めたのは凜雪鴉なのに、その凜雪鴉が殺無生を反則負けになるように仕組んでいたのだった。また、大会で、謎の矢を放った犯人は弓の名手の狩雲霄（シュウンショウ）であり、これも凜雪鴉が仕組んだことであった。凜雪鴉は、日頃から他人の剣技に格式ぶった肩書を与える「劍聖會」を不愉快に思っていた。しかも、その大会の歴代の優勝者は主催者の鐵笛仙（テッキセン）がずっと独占していた。その長年の「劍聖會」の伝統と名誉も今回でなくなった。つまり、怪盗の凜雪鴉は殺無生を利用して、「劍聖會」の最高の至宝を盗んだのであった。一方、殺無生は、この大会に出場して過去の血塗られた人生と決別して、新しい人生を歩むという希望が打ち砕かれたので、凜雪鴉に対して激しい憎悪が生まれた。そして、自分の剣技を「反則負け」と一方的に断罪した大会の関係者たちをその場で次々と剣で殺していった。この時から、剣鬼の殺無生と怪盗の凜雪鴉は因縁の関係で結ばれ、殺無生は凜雪鴉を殺す為に、凜雪鴉の行方をどこまでも追うようになった。

### 西幽玹歌
薄暗い空の下、冷たい風が吹く山の場所で、少年の浪巫謠（ロウフヨウ）は、盲目の母親・咒旬瘖（ジュシュンイン）の指導を受けて歌の練習をしていた。浪巫謠がちょっとでもミスをすると、母親は木の枝でひっぱたき、厳しく叱った。母親はいつも浪巫謠にこう言った。
「もっと高く、もっと透明に！その歌声を神々に伝えなさい！　歌うが如く鍵（ケン）を振るうのです！　敵を斬るように奏でるのです！拍も音階も刃の上の生と死に等しい！　歌に生き、歌に一途なら、その声は剣と同然！武の心をもってその声を操るのです！」
浪巫謠は母親の言う通りに毎日歌の練習をし、武芸を磨いた。また、母親は我が息子が歌の世界で「天下の至宝」になることを願った。しかしある日、浪巫謠は歌の練習のしすぎで喉を痛めてしまい、翌朝目覚めたときには、彼の声はすっかり変わってしまっていた。盲目の母親は、その声が息子のものだと理解することができず、「私の息子！巫謠（フヨウ）はどこ？どこにいるの？」と叫んだ。自分の息子がどこかに消えたと思った母親はひどく取り乱して、外を走って我が息子を何度も呼び、やがて、崖の下に落ちて死亡した。その後、浪巫謠（ロウフヨウ）は町の酒場に行き、食事をしたが、お金を持ってなかったので、代わりに歌を歌った。すると、その歌声は店内に美しく響き、客たちは言葉を失って聴き惚れた。その後、浪巫謠はその店で楽士として働き、その歌は評判になって、客がどんどん店に集まるようになった。しかしある夜、浪巫謠は外を散歩してると、謎の女・睦天命（ムツテンメイ）と出会い、彼女は「あなたの働いてる酒場は悪い連中が多いので、その酒場から逃げたほうがいい」と彼に忠告した。
ある日、西幽の警察機関・衙門（がもん）はその酒場に立ち入り捜査し、店の経営者や客たちを逮捕・連行した。また、楽士の浪巫謠も共犯として逮捕・連行した。衙門の取調室では、メガネをかけた西幽の役人の嘯狂狷（ショウキョウケン）が、浪巫謠に「あの店は、高額の席料と阿片酒を客たちに毎日、振る舞っていた。客たちは皆、窃盗や追いはぎ、贋作作りなど犯罪に手を染めていた。お前もそいつらと共犯だ。このままだと罪人として裁かれるぞ」と伝えた。それを初めて知った浪巫謠はびっくりしたが、嘯狂狷は「お前のその歌声で西幽の皇女を満足させば、新しい人生が開ける」と助言した。
西幽の宮殿「鳳曦宮」（ホウギキュウ）では、多くの奏者、楽士たちが演奏していた。しかし、嘲風(チョウフウ)は彼らの演奏を退屈に感じていて、演奏中に横から剣で襲うよう、配下の衛兵に命令した。この予期せぬ動きに奏者たちは真っ青になり、必死に逃げ回ったが、多くの者が斬り殺された。それを見た嘲風は大いに喜んだ。そして楽士の浪巫謠の番になると、同じように西幽の衛兵が次々に剣で攻撃してきたが、浪巫謠は彼らの攻撃を全てかわして、歌を美しく最後まで歌い切った。嘲風(チョウフウ)はこの浪巫謠の歌と武芸を大いに気に入り、西幽で最も優れた奏者を意味する「天籟吟者」（テンライギンジャ）の称号を浪巫謠に与えた。
また、浪巫謠を町で見つけた嘯狂狷（ショウキョウケン）は、その功績を嘲風に認められ、役職が「緝察使」（しゅうさつし）に昇進し、次の新たな使命「啖劍太歳」（タンケンタイサイ）の討伐を命じられた。
一方の浪巫謠は「天籟吟者」（テンライギンジャ）となったことにまだ実感がわからなかったが、嘲風(チョウフウ)は浪巫謠に「そなたは、私のウグイス（鶯）じゃ！この宮殿のカゴの中で一生、暮らすのじゃ！」と命じた。
浪巫謠が「天籟吟者」になったニュースは西幽の城下町で大きく報じられた。また、その彼を歌と武芸で倒す新たな挑戦者たちを広く募集する触れ書きが町中の壁に掲示された。
次の日、西幽の宮殿「鳳曦宮」（ホウギキュウ）で、多くの奏者・楽士たちが演奏の腕を競う大会が始まった。その奏者・楽士たちの多くは必死に演奏するも、西幽の衛兵たちに横から次々に剣で刺され、血を流して死亡した。その演奏会場は多くの人間の血で赤く汚れ、まるで処刑場のようであった。「天籟吟者」の浪巫謠もまた競技者の一人として大会に出場したが、その時、自分の対戦相手を見て驚いた。そこには、以前、散歩してる時に出会った謎の女・睦天命（ムツテンメイ）がいたからである。浪巫謠はこの謎の女・睦天命と対戦することになった。演奏が始まると、浪巫謠と睦天命はそれぞれ、楽器を美しく奏でて華やかに歌った。西幽の衛兵たちが横から剣で襲うも、浪巫謠と睦天命は軽やかに飛び、衛兵たちの剣を素早くかわしていった。そんな二人を見た嘲風(チョウフウ)は目を輝かせて大いに感動し、二人の奏でる演奏の世界にますます引き込まれていった。
一方、同じ頃、西幽の宮殿内に魔剣を集める大悪党の「啖劍太歳」（タンケンタイサイ）が侵入した。

## 登場人物
特記がない限り、声の項はTV版の声優、演の項は宝塚版の出演者を指す。
第一期、および第三期ナレーションは田中敦子が担当。

### 主人公
本作は「凜雪鴉」と「殤不患」のW主人公という形をとっている。
凜雪鴉（リンセツア / Lǐn Xuě Yā / リン・シュエヤー）
声 - 鳥海浩輔 / 演 - 紅ゆずる
キャラクターデザイナー - 三杜シノヴ（ニトロプラス）
二つ名 -「掠風竊塵」（リョウフウセツジン / Lüè Fēng Qiè Chén / ルゥエフェンチエチェン）
本作の主人公。常に煙管を手にした謎の美丈夫。普段は「鬼鳥（キチョウ）」という偽名を使う。飄々とし、人を食ったような性格で、博識かつ狡知に長け、立ち振る舞いは常に優雅。顔が広い（本人曰く「唯一の取り柄」）一方、他者を己の利のために平然と操るため、恨みを買う事が多い。
凜雪鴉のその正体は「月明かりを浴びて影を落とさず、雪道を踏んで足跡を残さず、天地の理さえも欺いて奇計妙策を巡らす」と謳われる悪名高き大怪盗である。贋作の製造や幻術・魔術に長け、尋常ならざる策士でもある。
狡猾な悪党を煽り、欺き、陥れ、その誇りの在り処を奪い、驕慢という宝石を屈辱という土塊にすり替えることを「至高の娯楽」としている。しかしその一方で、その全霊を賭けた企みが失敗した時は、欺いた悪党に対して我を忘れるほど激高し、身勝手な罵詈雑言を叩きつけるほどに感情を露わにする。
実は、愛用の魔道具・煙管は剣「煙月（えんげつ）」に変形する。剣の達人であるが、それを他者にはひた隠しにしている。かつては剣の道を極めており決して侮らなかったゆえ、極めるほど果ての見えない剣の道に、ついには嫌気がさしてしまった。
第一期の最初の場面では、旅をしている丹翡に殤不患が偶然、道中で出くわした。そして、その時、凜雪鴉は殤不患とともに強引に旅の同行を丹翡に紳士的に申し出たが、実はこれは、蔑天骸の「覇者の矜持」を奪うための画策だった。これも、怪盗・凜雪鴉が巧妙に描いたシナリオの一部だった。
その後、多くの悪漢を巻き込みながらもあと一歩というところまで蔑天骸を追い詰めるが、目的が失敗するどころか、魔神封印の手段をそのせいで失ってしまった。決着後には魔剣目録を持つ殤不患が引き寄せる悪に興味を持ち、たびたび彼の行く先に姿を現し、時として共闘するようになる。
『生死一劍』殤不患編では、凜雪鴉は道化師姿で登場し、東離での殤不患の武勇譚に尾ひれをつけて民衆に喧伝していた。この行為が偽殤不患の小さな騒動から始まり、後に第二期の「魔剣目録」をめぐる大きな騒乱へと繋がることになる。
第二期では、凜雪鴉はまたもや偽名「鬼鳥」を名乗り、身分も「四方御使」（しほうごし）と詐称して、事前に衙門に潜入した。表向き「四方御使」となった凜雪鴉は得意の弁舌で人を信用させ、西幽の捕吏・嘯狂狷も、凜雪鴉の言うことを信用した。
こうして、凜雪鴉は嘯狂狷の案内役として彼に同行することに成功した。一方で、その裏では、凜雪鴉は「友」である殤不患の窮地に駆けつけた。嘯狂狷に標的を絞り、騙そうとしたが嘯狂狷が生粋の悪党に豹変したことで失敗、激怒する。
その後不患達と共に「喪月之夜」を使って「七殺天凌」を操る婁震戒を翻弄しこれを打ち破り、その際に甚く喪月之夜を気に入っていた。
第三期では、凜雪鴉は魔剣「七殺天凌」の捜索に半ば強引に加わるが、魔剣目録を狙う「神蝗盟」との戦いに巻き込まれながらも、次なる「獲物」の目星をつけ、得意の弁舌を駆使して「神蝗盟」に接近を図る。その後、彼に深い恨みを抱く魔族の刑亥の罠にはまり、抵抗むなしく「七殺天凌」の魔の光により意識を失い、「七殺天凌」の虜にされてしまったと思われた。しかし、凜雪鴉は事前に捲殘雲を自分の身代わりに立てて、その計略を回避し、同時に邪魔な異飄渺を捲殘雲に変装させて捲殘雲に殺させ、自分自身は異飄渺に成りすますというアクロバットなすり替わりの策を展開する。そして、極上の獲物として禍世螟蝗に狙いを定め、魔剣「七殺天凌」への妄執で狂人と化した婁震戒を利用して照君臨を封印する。
殤不患（ショウフカン / Shāng Bù Huàn / シャン・ブーファン）
声 - 諏訪部順一 / 演 - 七海ひろき
キャラクターデザイナー - 源覚（ニトロプラス）
二つ名 -「刃無鋒」（ジンムホウ / Rèn Wú Fēng /レンウーフェン） / 啖劍太歳（タンケンタイサイ）
本作のもう一人の主人公、殤不患は西幽出身で旅の剣客。作中の出来事は主に彼の視点で描かれる。厭世的な皮肉屋を装い、常に憎まれ口ばかり叩いているが、内実は義に篤い人情家である。
西幽から「鬼歿之地」を越えて東離に来たという経歴から、その素性を東離の様々な人間に訝しがられることになる。
また殤不患は英雄好漢を絵に描いたような真っ直ぐな人柄で、自他ともに悪戯に命を捨てることを良しとせず、時として敵を見逃し「その復讐に怯えない」自らを真の強者と考える。しかし後述の通り、「殤不患」は圧倒的な力を持っているためか、良くも悪くも大雑把であり、生来の情け深さも災いして状況を悪化させてしまうこともままある。
「刃無鋒」の二つ名は、初め捲殘雲が皮肉として付けた不名誉な名前である。しかし後述の理由から、殤不患はとても気に入っており、以降は進んでその二つ名を名乗ることになる。
西幽では、殤不患は帝の体制に抵抗して、魔剣・聖剣の回収を独自に続けていた。そのため、西幽から「啖劍太歳」の二つ名で呼ばわれ、禍世冥蝗と並ぶ西の大悪党として広く恐れられている。七罪塔に行く途中、西幽での二つ名を捲殘雲に問われた時、殤不患は話しをはぐらかし、伝えることをしなかった。
また、殤不患は木の棒を以って鋼刃を凌駕する氣功術の達人であり、「軽々しく剣を振るうものではなく、かと言って自身を常時戒めるのも面倒なため、いっそ刃の付いていない剣の方が良い」との理由で、普段は刀身を銀色に塗っただけの木刀「拙劍（せっけん）」を携えている。木刀を以ってして幾多の戦いを潜り抜けてきた事実に気づいた凜雪鴉からは、その実力を改めて評価されている。また第二期の終局では、相手がこの拙劍を真剣と思い込んだことで勝利への一助となった局面が存在する。
西幽において、殤不患は人心を惑わし天下を乱した魔剣・妖剣・聖剣・邪剣の36振りを回収し、それらを「魔剣目録」の中に封印した。その後、「魔剣目録」を狙う悪党たちから逃れ、安全に捨てられる場所はないかと探し歩いた結果、気が付けば「鬼歿之地」を越えて、はるか遠い国の「東離」に流れ着いていた。
西幽においては魔剣を戦争に使おうとした西幽の帝から剣を奪取したことで、殤不患はお尋ね者となり、悪人である禍世螟蝗の一門「神蝗盟」とも敵対関係にある。
『生死一劍』殤不患編では、旅先で「偽」殤不患騒動に遭遇。殤不患を名乗る小太りの男を問い詰め、騒ぎの元である凜雪鴉のところに口止めに行った。
第二期では、殤不患は「魔剣目録」の危険性を案じ、密かに仙鎮城に預けようとするものの、蠍瓔珞によって収蔵する魔剣二振りを奪われ、また嘯狂狷からもその身を追われるなど、窮地に陥っている。西幽での相棒役であった浪巫謠と行動を共にした。蠍瓔珞からの毒撃を受け一時は戦線を離脱するも、後に蠍瓔珞と再戦し、改心させた。彼女亡き後は、我欲に従って暗躍する魔剣・「喪月之夜」を携えた嘯狂狷、「七殺天凌」とともに殺戮を繰り返す婁震戒という二陣営と転戦する。最終的には嘯狂狷から奪還した喪月之夜と、凜雪鴉・浪巫謠との共闘で婁震戒を撃破する。
しかし婁震戒は魔剣「七殺天凌」とともに谷底へ落ちて行方をくらまし、新たに仙鎮城から三本の聖具を魔剣目録に預かることになってしまうなど、当初の算段が失敗に終わってしまった。
第三期では魔剣・「七殺天凌」の回収に動くが、その先で「神蝗盟」の軍団と激突することになる。その戦いに割り込んできた魔界貴族の阿爾貝盧法によって、彼の人生に一大転機をもたらした「神誨魔械」の誕生の場へと送り込まれる。そこで、その中心人物である神仙・白蓮との出会いを通じて、「魔剣目録」を守ることが古の神仙・白蓮の志を守ることに繋がることを悟る。より一層の使命感に燃えて殤不患は元の時空へ戻ることになるが、刑亥の策によって「魔剣目録」を託したばかりの捲殘雲（実は異飄渺）を討たれ、異飄渺（実は凜雪鴉）に魔剣目録を取り上げられてしまう。殤不患は、そのまま刑亥に囚われるかと思われたが、凜雪鴉の幻術によって人形を身代わりにして難を逃れる。そして、萬軍破に加勢して、照君臨率いる魔界の軍勢へ斬り込み、凜雪鴉の助力もあって照君臨を実質的に討滅はしたものの、親友の萬軍破と浪巫謠との別離を経験する。
第四期では浪巫謠を魔界にみすみす行かせてしまったことに暫し塞ぎ込んでいたものの、丹翡と捲殘雲の依頼により、白蓮が残した最後の「神誨魔械」たる「芙蓉慧刀」を探すために鬼歿之地へ赴く。そこから魔界の入口を見つけるとそこに赴き、睦天命・天工詭匠と合流し見事「芙蓉慧刀」を発見する。そして単身魔界へ戻ると、凜雪鴉と再会。そこから浪巫謠を助け出し、魔界と神蝗盟双方の陰謀を打ち砕くことを目的に行動する。
幼い頃より朽ち果てた無界閣で暮らし、幼名を任少游（ニンショウユウ）と名乗っていた。親を知らず、自分の出自も知ることはない。謎の老人・渡衰聲に導かれ、逢魔漏を用いて様々な時間軸へ渡り、多くの技術を身に着け強くなっていく。その素性は不明だが、その旅のさなかに睦天命と出会い、人々に混乱を齎す剣の回収を開始した。
浪巫謠（ロウフヨウ / Lang Wu Yao / ラン・ウーヤオ）
声 - 西川貴教 / （幼少期）東山奈央
キャラクターデザイナー - 三杜シノヴ（ニトロプラス）
二つ名 -「弦歌斷邪」（ゲンカダンジャ）
『生死一劍』殤不患編で初登場。紅蓮の装束を纏った吟遊詩人。西幽では殤不患の相棒役であった。武器は魔琵琶「聆牙（リョウガ）」。
生まれと育ちは西幽。生来に天賦の歌声と音感を持ち、幼少期は盲目の母・咒旬瘖と山で過ごし、歌と刀の稽古に明け暮れる日々を過ごす。
声変わりを境に事故で母を失ってからは酒場の客寄せとして歌を披露していたが、その酒場が浪巫謠の歌声を目当てにした客に超高額の席料と阿片酒を振る舞うようになり、それ目当てに悪を成して金を稼ぐ小悪党を増やすことになった罪で捕縛される。捕縛した嘯狂狷によって嘲風の前に突き出され、彼女の前に武芸と歌を披露したことで天籟吟者（テンライギンジャ）の称号を授かり寵愛を受ける。母の悲願であった宮廷入りを果たすものの、嘲風の悪趣味な血の宴に付き合わされ続けたことで、自分の在り方の正邪について悩み続け、かつて親交のあった睦天命の策に嵌ったことをきっかけに殤不患と知り合う。その後、自らの正義の在り方を問い続け、皇女の「鶯」としての立場を捨て、正義を追い求めるために殤不患に同行することを決めた。
『生死一劍』殤不患編で、殤不患を追って単身、鬼歿之地を渡る姿が描かれ、第二期序盤で東離の殤不患と再会。禍世螟蝗が彼の居場所を察知し蠍瓔珞を追っ手として差し向けたことを伝え、以後行動を共にする。
喉に尋常ならざる魔力が宿っており、かつてその魔性の歌声に当てられた西幽の皇女は、彼を宮中に囲おうと軍隊を駆り出し国ぐるみの騒動を起こした。このように声そのものが何かと厄介事を引き寄せることから滅多に口を開かない。その為、普段は常に携えている魔琵琶「聆牙」が彼の言葉を代弁する他、その音色でも感情表現をする。
直感的に対象の善悪を見極めることのできる、「悪党の天敵」。しかし理屈を抜きにして対象の善悪を察知するため、容赦なく「悪」とみなした者に斬り掛かる物騒な性質の持ち主。通常は魔琵琶「聆牙」の音色を攻撃手段とするが、剣の腕前もなかなかのものであり、その際には「聆牙」が変形した剣「吟雷聆牙（ぎんれいりょうが）」を振るう。加えて尋常ならざる聴覚と音感を持ち合わせており、常人では聞こえぬ僅かな足音でも聞き分け、視界を闇に閉ざしても十全に戦うことができる鋭い洞察力も兼ね備えている。更には激昂した際に炎を発現させ、天候を操作し落雷で攻撃するなど、規格外の能力を備えていることが描写されている。
その正体は、西幽の姫である聆莫言と、伯爵位の魔族である阿爾貝盧法との間に生まれた、人間と魔族の混血児であり、西幽の皇家の血筋に連なる者。本人も第三期において阿爾貝盧法に過去へと誘われたことで自らの出生を知り、母を弄び、その運命を狂わせた実父との業縁を知ることとなり、照君臨討伐後、殤不患と別れて魔界へと踏み込む。
聆牙（リョウガ / Ling Ya / リンヤー）
声 - 小西克幸
『生死一劍』殤不患編で初登場。浪巫謠の魔琵琶。元々は彼の母（声 - 井上喜久子）が愛用していた琵琶だったが浪が旅立つ際に持ち出し以後彼とともに行動を伴としていったが魔力のこもった浪巫謠の言霊を間近で浴び続けた結果、意思を持ち人語を話せるようになった（弦を張った柱状部の先端に頭部のような部位があり、ここが人形のように口を開けて喋る）。寡黙な浪巫謠の代弁をすることが多く、浪に比べてかなりお喋りで皮肉屋。余計なことを言って彼に激しい演奏を強いられ、苦悶の声をあげることもしばしば。
その音色は振動を操ったり音圧を刃として飛ばしたりといった攻撃手段となる。また、剣「吟雷聆牙（ぎんれいりょうが）」に変形することが可能。

#### 東離の協力者
丹翡（タンヒ / Dān Fěi / ダン・フェイ）
声 - 中原麻衣 / 演 - 綺咲愛里
キャラクターデザイナー - 三杜シノヴ（ニトロプラス）
第一期のヒロイン。代々「天刑劍」を守る護印師の一族の末裔。「天刑劍」の鍔を所持している。亡き兄・丹衡の仇、蔑天骸を討ち、奪われた柄を取り戻すため、七罪塔への旅を決意する。武器は霊力を帯びた翠晶鉄によって鍛造された丹家伝来の宝刀「翠輝劍（すいきけん）」。
伝統と責任を背負ってきた自負ゆえにプライドが高く、生真面目で強情。生まれてからこのかた、聖域から一歩も外に出たことがなかったため、世間知らずで純朴である。
魔人・妖荼黎が再び封じられた後は、殤不患から劫荒劍の柄と鍔を託され、その守護を護印師としての新たな使命とする傍ら、夫に迎えた捲殘雲への丹輝劍訣の伝授に勤しんでいる。
第二期では「魔剣目録」の隠し場所として仙鎮城を提案し、伯陽候宛の紹介状をしたことが語られる。最終回でついにその姿を見せ、丹家の鍛劔祠の一室にて七殺天凌を「魔剣目録」に書き記す現場に立会い、仙鎮城の再建が済むまで「三聖具」の預け先を殤不患に頼むように伯陽候に提案した。
刑亥が送った手紙によって、夫の捲殘雲が凜雪鴉に討たれたとの報に接し、急ぎ駆け付けるが、そこで出会った凜雪鴉の太刀筋から、それが捲殘雲の変装した姿であることを察し、正気に戻すことに成功する。
萬軍破による照君臨討伐に加勢し、彼の死後、その傘下に結集していた西幽や神蝗盟の残存兵達を護印師の警護兵として纏め上げ、東離へと帰還する。
狩雲霄（シュウンショウ / Shòu Yún Xiāo / ショウ・ユンシァオ）
声 - 小山力也 / 演 - 輝咲玲央
キャラクターデザイナー - 源覚（ニトロプラス）
二つ名 -「鋭眼穿楊」（エイガンセンヨウ / Ruì Yǎn Chuān Yáng / ルイイェンチュアンヤン）
第一期に登場。狩雲霄は東離で弓の名手として知れ渡る、右目に眼帯をした隻眼の豪傑。凜雪鴉とは古い馴染みであり、彼の頼みにより仲間に加わる。武器は鋼の弓箭「銀牙（ぎんが）」。
狩雲霄は表向きは誉れ高い英雄として称えられているが、内実は好漢の皮をかぶった、金銭のためならば非道も厭わぬ悪漢である。凜雪鴉の呼び出しに応じ、丹翡に手を貸した理由も「天刑劍」を奪い個人的な利益を得るためであった。
一方で弟子・捲殘雲に対する面倒見は良く、期待を寄せていた。本性を明らかにした後は刑亥と手を組んで捲殘雲を退け、「天刑劍」の鍔を奪取、蔑天骸に引き渡す。
しかし、「天刑劍」が引き抜かれることで魔人・妖荼黎の復活が引き起こされることを知るや、狩雲霄はそれを阻止しようとするも、最期は逆にそれを望む刑亥によって殺害された。
捲殘雲（ケンサンウン / Juǎn Cán Yún / ジュエン・ツァンユン）
声 - 鈴村健一 / 演 - 礼真琴
キャラクターデザイナー - 源覚（ニトロプラス）
二つ名 -「寒赫」（カンカク / Hán Hè / ハンハー）
第一期にて初登場。捲殘雲は狩雲霄の舎弟。金髪碧眼で軽薄な男であるが、誇りのため命をかけることも厭わぬ好漢。丹翡に一目惚れし、猛アプローチをかける。武器は長槍「騰雷槍（とうらいそう）」。
捲殘雲は、元々食うに困らぬ農家の末っ子であったが、グレて出奔し、無頼漢になった。なお、宝塚版には彼の両親が登場している。
江湖ではまだ名が売れていないため、名声を手に入れようと躍起になっている。二つ名「寒赫」も自称。
師・狩雲霄からは鬼鳥の正体（凜雪鴉）、旅の真の目的は知らされておらず、後に本性を現した師に失望し、離反。丹翡の鍔をかけて狩雲霄と戦うが、力及ばず右目を射抜かれる。
殤不患にはその飄々とした態度に反感を抱いており、皮肉のつもりで「刃無鋒」の二つ名をつけた。そのすぐ後、玄鬼宗の襲撃で迫った命の危機を殤が投げた剣によって助けられるが、それを拾い上げた時、木刀であることを知り驚愕。木の枝片手に玄鬼宗を殲滅する姿を見て圧倒され、心服し、彼のことを東離では伝わっていないだけで、実は西幽では名の知れた英雄好漢なのではないかと考える。
殤不患が妖荼黎を封印した後、捲殘雲は殤不患から「須彌天幻・劫荒劍」の柄と鍔を託される。そして、その聖域を護るべく、捲殘雲は丹翡と結婚し、丹家の一員となる。そして丹翡の厳しい指導の下、捲殘雲は丹輝劍訣の習得を目指し修行の日々を送る。この時、彼の顔には師である狩雲霄の遺品の眼帯を身に着けていた。
第二期にて再登場し、剣はやはり苦手だとボヤキながらも妻である丹翡の兄、丹衡との思い出を守るため剣の修行も怠りが無く丹輝劍訣の腕も相当上がっている。殤が七殺天凌の一件に片を付けるまで、一時的に「魔剣目録」の保管を引き受ける。最終回では丹翡と夫婦仲睦まじいやり取りを見せた。
後に七殺天凌の行方をめぐる騒動で、再び「魔剣目録」を引き受けた直後に、七殺天凌の操り人形と化した凜雪鴉の不意打ちに斃れたと思われたが、実はその凜雪鴉こそ、あらかじめ本物の凜雪鴉によって凜雪鴉に変装させられ、そのまま七殺天凌の操り人形と化していた捲殘雲であった。
萬軍破によって拘束を解かれて、彷徨っていた所を駆け付けた丹翡と再会し、正気を取り戻すと丹翡と共に魔族との戦いに加わる。
刑亥（ケイガイ / Xíng Hài / シン・ハイ）
声 - 大原さやか / 演 - 夢妃杏瑠
キャラクターデザイナー - 中央東口、源覚（ニトロプラス）
二つ名 -「泣宵」（キュウショウ / Qì Xiāo / チーシァオ）
第一期第三話で初登場。「夜魔の森」に棲む、冥界生まれで死霊術・呪術の達人である妖人。子供の生き肝から若返りの仙薬を作り、理想の生き人形を作るために美男子100人を切り刻んだとされる邪悪な女性。武器は鞭「吊命棘（ちょうめいきょく）」。
刑亥は、人間と世間を嫌い、とりわけ凜雪鴉を「顔を見ただけで臓腑を炙られるよう」と憎悪している。しかし事に「天刑劍」が関わっていると知るや、掌を返して彼に協力を申し出る。その真意は魔神・妖荼黎を復活させることであり、「天刑劍」の封印を蔑天骸に解かせて悲願を成就したのち、これで望みは叶ったとばかりに祠の崩落と共に姿を消す。
第二期の最終回では、刑亥は禍世螟蝗のアジトの中に姿を現し、凜雪鴉・殤不患を討つための盟約を結んだ。
第三期では、刑亥は神蝗盟との共闘をするさなか、自前の結界である「無界閣」を作り、東と西を自在に行き来できる瞬間移動の空間を作るが、その最中、偶然にも因縁浅からぬ魔剣・「七殺天凌」を拾うことになった。
その「七殺天凌」には、かつての自分の姉（照君臨）の魂が生きていることがわかり、殤不患が彼女を魔剣目録に封じていた事実を知ると、刑亥は、殤不患に激しい憎悪を抱くのであった。
その後、自分が手を組んだ禍世螟蝗の組織の内部に自分の嫌ってる凜雪鴉が入り込んでいることを知ると、刑亥は大いに憤激し、「もはや人間の力など頼らない」と決意した。
そして、刑亥は時空を超えた魔術をもって、時を超える「逢魔漏」を開発し、その「逢魔漏」を利用して、刑亥は過去の時代に行った。
過去の時代に行くと、そこには、兵士たちに追われた照君臨がいた。刑亥は「七殺天凌」に封じ込められた姉・照君臨の魂に元の肉体を与えようと考えて、照君臨の体を人目を忍んで手に入れた。その後、死亡した照君臨の体と「七殺天凌」は不思議なオーラで共鳴し合い、「七殺天凌」の中にいた魂は、照君臨の体に入った。こうして、照君臨の復活は成功したのである。
一方、同じころ、自分たちの不在の隙をついて人間側が団結して牙をむいてきた事を知る。
それで、刑亥は凜雪鴉が殺した捲殘雲の遺体を自分の操り人形にしようとした時、それが捲殘雲に成りすました異飄渺の遺体であった事を知り、又しても凜雪鴉に手玉に取られていた事実に、愕然となった。
姉の照君臨が戦いで破れると、刑亥は阿爾貝盧法の配下として働き、浪巫謠を魔界へ導く。
殺無生（セツムショウ / Shā Wú Shēng / シャ・ウーション）
声 - 檜山修之 / 演 - 麻央侑希
キャラクターデザイナー - Niθ（ニトロプラス）
二つ名 -「鳴鳳決殺」（メイホウケッサツ / Míng Fèng Jué Shā / ミンフォンジュエシャ）
第一期に登場。誕生日は7月10日。悪名高い殺し屋にして無双の剣の達人。武器は双剣「鳳啼雙聲（ほうていそうせい）」。
過去に凜雪鴉に命より重い屈辱を味わわされたため、凜雪鴉を執拗に付け狙う。
凜雪鴉の首を担保に、奪った迴靈笛を持って旅の一行に加わる。人を斬る事しか頭にない常軌を逸した殺人鬼ではあるが、酒楼に殺人鬼の自分が入ったことで、他の客たちが店の外に逃げたことについて、その店の損害分の貸し切り料を店主に払うなど、気前のいい面もある。
凜雪鴉の首を取るべく七罪塔に踏み込んだが、退路を失くした凜雪鴉よりも、力量を計り負けると分かった蔑天骸へ勝負を挑み敗死。その亡骸は魔脊山の頂に葬られ、生前の愛剣を墓標として眠っている。

#### 西幽の協力者
睦天命
キャラクターデザイナー - 源覚（ニトロプラス）
声 - 東山奈央
旅の女吟遊詩人、その歌声は浪巫謠の魂をも震わせて、閉ざされていた彼の心を開かせる程である。。
彼女は、殤不患と行動を共にし、魔剣を濫用する者から魔剣を回収する為に旅をしている。戦闘では、浪巫謠と同様に音撃と剣術を操る。
睦天命と殤不患と浪巫謠の3人は、神蝗盟の禍世螟蝗と対決するが、その戦いの最中に睦天命は禍世螟蝗の攻撃を受けて両目の光を奪われる。
『西幽玹歌』で初登場。
天工詭匠（テンコキショウ）
声 - 利根健太朗
『魔剣目録』と、剣を封印する「筆」を作った老人。殤不患の西幽での旅の仲間。
『西幽玹歌』で初登場。

### 重要人物

#### 東離の重要人物
丹衡（タンコウ / Dān Héng / ダン・ハン）
声 - 平川大輔 / 演 - 桃堂純
キャラクターデザイナー - 三杜シノヴ（ニトロプラス）
第一期第一話に登場。丹翡の兄。護印師の末裔、鍛劍祠の守護者として、妹と共に務めを果たしてきた。「天刑劍」の柄を所持している。剣技「丹輝劍訣・飛霞行月」を得意とする。武器は剣「穆輝劍（もくきけん）」。
殘凶率いる玄鬼宗の軍勢相手に善戦するも蔑天骸には敵わず、丹翡を逃がすため身を挺して結界を張ったことで力尽き、「天刑劍」の柄を奪われる。
廉耆（レンキ / Lián Qí / リエン・チー）
声 - 山路和弘 / 演 - 美稀千種
キャラクターデザイナー - 三杜シノヴ（ニトロプラス）
第一期第四話に登場。マジックアイテムの錬成を専門とする魔術師。武道にも精通している。魔笛「迴靈笛」の作成者であり所有者。武器は剣「破竹（はちく）」。
凜雪鴉の盟友にして師の一人だが、師というより必要に応じて依頼をこなす契約者としての側面が強い。凜の持つ魔道具・煙管は廉耆の教えによって造ることができた。凜雪鴉の元に合流しようとしていたが殺無生によって殺害され迴靈笛を奪われる。
鐵笛仙（テッキセン）
声 - 千葉一伸
キャラクターデザイナー - 三杜シノヴ（ニトロプラス）
『生死一劍』殺無生編に登場。「剣聖」、「永世劍聖位」と呼ばれ、四年に一度行われる「劍聖會」で百戦百勝を続けている剣の王でもある。今大会では、鐵笛仙は参加者たちを審議する審判団の団長も兼任している。
かつての殺無生の師匠で、幼い時に頭蓋骨を割られ捨てられた殺無生を救った恩人でもある。
鐵笛仙は凜雪鴉の策略により、殺無生が由緒正しき「劍聖會」に怪しい弓使い(神箭手と名乗っていた狩雲霄)を引き入れ、参加者の大半を殺傷する卑怯なことを行ったと誤解する。劍聖會の決勝戦では、殺無生と対決し、尋常ならざる怒りと殺意を持って襲いかった。
試合の最終局面で、狩雲霄の矢により右足を射抜かれ身動きが出来なくなった所を、殺無生の剣で胸を刺し貫かれ、それが致命傷となった。今際の際には殺無生に向かって「生涯、貴様には剣聖の名など与えられない、剣鬼でしかない。剣など教えるべきではなかった。拾った時にあのまま死ぬのを待てば良かった、死なぬと言うならこの手で殺すべきだった。」と彼に呪詛を吐きながら、落命した。この結果、大会の優勝者は殺無生に決まった、と思われた。しかし、審判団の判定は、殺無生の予想外のものだった。なんと、殺無生は反則負けとなり、鐵笛仙が試合の勝者となった。
偽殤不患（ニセショウフカン）
声 - 鶴岡聡
『生死一劍』殤不患編に登場。殤不患を名乗り、蔑天骸率いる玄鬼宗を倒した武勇伝を語り歩いている肥満の男。その正体は赤子の時に攫われ育てられた名もなき玄鬼宗の一人だった。二十歳を越えて並以下の武術しか身に付かず、そのままでは試し切りの据物を待つばかりの未来を悟り、一年前に魔脊山より逃げ出した。
巷で凜雪鴉が流布している殤不患の武勇伝と玄鬼宗にいた頃の知識を合体させた、虚実入り混じった話を吹聴し、自身を殤不患と偽る事で、飯場で酒の支払いをツケにして居座っていた。そこをたまたま本物の殤不患に出会し、彼にほら話を聴かせ始める。
玄鬼宗の殊遇を説いて回っている事を聞きつけた残党が飯場にやって来て一目散に逃げ出すが、呆気無く追い付かれ命の危険に晒される。そこを駆けつけた殤不患により命を救われる。
故郷や親・兄弟、語るべき名前も持っていなかった彼は、玄鬼宗を抜けてから物乞いとなり犬畜生の様に生きてきた。彼に残されていたのは玄鬼宗にいた時の知識のみであったから、その真実を己の半分とし、残りの半分を凜雪鴉が吹聴している「殤不患の英雄譚」の知識で嘘偽りの自分として埋めることで、新しい自分になろうとしていた。殤不患を騙った事を本人に見逃してもらい、話の盛り過ぎはボロが出るから弁えるよう忠告される。これに感動した偽殤不患は、いつか必ず自分だけの顔と名前でご恩返しすると、本物の殤不患に言うのだった。
棄天帝
声 - 黄文擇
『生死一劍』殤不患編に登場。霹靂布袋戯『霹靂神州III之天罪』からゲスト出演。
偽殤不患のほら話において、追い詰められた蔑天骸が最後の魔力を駆使した秘術で呼び出された、異世界の彼方からの助っ人という扱いで登場する。偽殤不患の狂龍八斬法・夜龍一炬で一刀で、斬り捨てられたという事になっている。
諦空（テイクウ / Di Kong / ディ・コン）/ 婁震戒（ロウシンカイ / Lu Zhen Jie /ローチェンシー）
声 - 石田彰
キャラクターデザイナー - なまにくATK（ニトロプラス）
第二期第三話で初登場。流浪の苦行僧。
諦空は、出会った者の要求を聞き届けるかわりに、その意味を問いただすという、奇妙な行動を繰り返す人物である。また、彼には氣功の心得があり、患者を助ける意味があるならば自身を顧みずに解毒を行うものの、それは慈悲や信仰によるものでなく、自分を含めた何ものにも価値や意味を見いだせぬ虚無感から来る行為であった。
諦空は、いつも人間的な情を否定しているので、その大善にも大悪にもなり得る彼の行動理念は、浪巫謠から見たら、最大限の警戒を要する程、危ういものであった。
その後、諦空は魔剣「七殺天凌」に出会うと、「七殺天凌」の怪しい妖気に夢中になり、その後は、自分の全てを魔剣「七殺天凌」に捧げるようになった。
また、諦空は魔剣「七殺天凌」のことを「媛（ひめ）」と呼び慕い、彼女にすべてを捧げる悪鬼羅刹と化した。そして、その時に還俗し、それ以後は、俗名の「婁震戒」を名乗ることにした。
俗名に戻った婁震戒は、蠍瓔珞の殺害、仙鎮城を陥落、討伐をしに来た浪巫謠を返り討ち、鬼歿之地にて巨龍・歿王を斃すなど驚異的な戦闘能力を見せつける。
また、婁震戒は、心底から魔剣「七殺天凌」へ強い思慕を抱いており、魅了の術にかかっていないために、彼女の思惑を超えて暴走し、何よりも他人の手に「七殺天凌」が渡ることを恐れて、人跡未踏の谷底へ心中同然の身投げを行おうとするなど狂気的な行動を取るようになる。
凜雪鴉によって鬼歿之地に流された後、ここで七殺天凌とともに残りの時間を過ごすことを望もうとしたが、七殺天凌の挑発によって鬼歿之地から舞い戻り、偶然遭遇した嘯狂狷を殺害した上に吊し上げ、殤不患に宛て付けの「果たし状」とした。
婁震戒は殤不患との決戦の際、最初は優勢となるも、殤不患の、凜雪鴉・浪巫謠との「喪月之夜」を使用した連携の前に敗北する。七殺天凌を手放しかけるも、七殺天凌が墨と化して封印される直前、右腕を犠牲にして七殺天凌を奪回し、七殺天凌と共に魔脊山の底へと落ちて姿をくらましていった。
第三期では婁震戒は無界閣で七殺天凌を紛失し、逢魔漏でどことも知れぬ異世界へ漂着して鬼奪天工と出会う。代替となる機械義手を授かった後、七殺天凌を侮辱した鬼奪天工を置いてひとりで現世へと帰還する。
当初は殤不患が七殺天凌を奪還したと見て執拗に彼を付け狙うが、西幽に流れ着いたことで嘲風に取り入り、間者となっていた萬軍破と渡りをつけて神蝗盟の協力者となり追跡を続行した。
最終的に無界閣のなかで身を潜めていた七殺天凌を彼女の不本意な形であるが取り戻し、言われるがままに過去に渡るものの、「照君臨」となった彼女に絶望し、あくまで剣であることを求めたことで照君臨の不興を買って過去に取り残されてしまう。
最終局面において、婁震戒は凜雪鴉のはからいによって照君臨を再び七殺天凌の中に封印した。
その後、婁震戒は彼女の意思を完全に無視したまま凜雪鴉に宇宙空間へと転送してもらい、宇宙空間では、悲痛に叫ぶ七殺天凌を婁震戒はひたすら抱きしめた。そして、誰にも邪魔されない二人きりの静寂に幸福を覚えながら静かに息を引き取った。
婁震戒は、東離を混乱に陥れた殺人鬼だが、結果的には東西の国を照君臨の魔手から救う一助となった。
脚本の虚淵玄がプレイヤーとして参加したTRPG企画「レッドドラゴン」のプレイヤーキャラクター「婁震戒（ロー・チェンシー）」のスターシステムとしての出演。「七殺天凌」の設定も同作から引き継がれている。当該キャラと同一の名前であるが、本作（東離劍遊紀）では別人として取り扱う。
妖姫・七殺天凌（ようき・ななさつてんりょう）
声 - 悠木碧
第二期第二話から登場。魔剣目録に封印されていた魔剣の一振り。蠍瓔珞が奪った二振りのうちのもう一振り。
昔、西幽を亡国の危機へ追い詰めた魔族・照君臨の魂が封じ込められている。剣格に埋め込まれた宝玉が発光するとともに人語を話し、近付く者をことごとく籠絡する。
「剣はただの道具」を信条とする殤不患が「魔物の類」として危険視している魔剣。使い手には人を斬る極上の快楽を味わわせ、ある種の心酔状態にさせて反抗心を失わせる。刀身を見た者は七殺天凌を我が物にしようとするようになり、それを阻む者あればたとえ仲間であろうと手にかける。また、人間の血を吸うことで魔力を蓄える能力を持つ。
初めに自身を目録から解き放った蠍瓔珞を誘惑し使い手としたが、次第にその不甲斐なさに失望し、最終的には蠍瓔珞が自分を裏切ったことで見切りをつけ、所有者を諦空に乗り換えて殺害させる。
新たなる使い手となった婁震戒の並々ならない活躍には満足はしたものの、その技倆が独力で巨龍（歿王）をも切り伏せる高みにある事に驚嘆すると同時に、彼が愛剣となった七殺天凌に対し異様な情愛を持っていることに、手に負えない危うさを感じ、一旦は彼の手から逃れようとするあまり、彼と殤不患を対決させようとその敵愾心を煽る。
殤不患と婁震戒の決戦後、一旦敗北を喫しながらも、身を挺して封印から自分を救い出した婁震戒とともに魔脊山の底に落下し、共に姿をくらますが、魔剣目録を奪われた殤不患を捕らえた直後に婁震戒の手に戻り、照君臨復活の目論見に協力させ、一旦は成功を収めるも、凜雪鴉の策によって再び、元の魔剣に戻されてしまい、無理心中同然に暗黒の虚空世界へ転移させられ、誰の助けも入らない世界で永遠に漂い続けるという､因果応報ながらも悲惨な末路を遂げることとなる。
脚本・虚淵玄の参加するTRPG企画「レッドドラゴン」よりスターシステムとしての登場。混同を避ける為、レッドドラゴン版の呼び名を「チーシャーティェンリー」、東離劍遊紀版を「ななさつてんりょう」とする。
照君臨（ショウクンリン）
声 - 悠木碧
第三期より登場。七殺天凌が魔族であった時の姿であり、魔界きっての妖術使いとしてその名を轟かせた刑亥の実の姉。西の国を乱した伝説の妖姫。
照君臨は絶世の美貌を持つ女性であり、窮暮之戰（きゅうぼのせん）が終結した後に西幽に紛れ込み、帝国の内部から人の世を乱すために暗躍した。
照君臨は、その美貌を利用して西幽の帝の寵姫にまで上り詰めると、夫の帝に讒言を吹き込むことで数多の勇将・賢臣を誅殺させた。そして、国を崩壊寸前まで追い込んで、魔族の侵攻の下準備に奔走したものの、途中で、油断から自分の正体が魔族であることを見破られてしまった。
その後、照君臨は、帝室を惑わした妖姫として護印師達に追われる身となり、聖剣で貫かれ死亡した。
しかし生前、我が身に仕掛けていた魔術によってその聖剣に自分の魂を憑依させて、妖姫・照君臨の記憶が人々の記憶から薄れる百五十年の後に魔剣『妖姫・七殺天凌』として復活した。そして、再び世界を乱すために活動を開始し、本編に至る。
第三期においては妹の刑亥と再会。復活から人間界を蹂躙する計画を共謀し、既知の阿爾貝盧法と接触して「無界閣」（ムカイカク）の完成、ひいては過去に置き去りになった照君臨としての肉体を取り戻すために暗躍する。物語最終盤でついに肉体を取り戻し、阿爾貝盧法が寄越した魔界の軍勢とともに萬軍破らと激突。神誨魔械を用いた殤不患、萬軍破の両名に対しても一歩も譲らぬ大立ち回りを演じる実力を披露したばかりか、生前に使用した「自分を討った器物に憑依する」魔術を常に展開することで事実上の無敵の存在となっていた。しかし、二人が時間を稼いだことで凜雪鴉が過去に置き去りにされた婁震戒を見つけることに成功し、彼の妄執の刃によって刺殺され､再び七殺天凌の姿に封じられる。
伯陽候（ハクヨウコウ）
声 - 拝真之介
第二期第一話で初登場。丹翡と同じく護印師を代々務めてきた一族の末裔で仙鎮城の城主。
殤不患から「魔剣目録」を預かろうとした際、蠍瓔珞の襲撃を受け毒蠍に刺され重症を負うが、幸い、殤不患の氣功術で毒を排出され一命を取り留める。しかしそれはあくまで応急処置であったため、氣功に心得のある諦空が連れて来られて完治となる。そして今度は七殺天凌に魅入られた諦空（婁震戒）が仙鎮城を陥落させたため、虎の子である「三聖具」を持ち出し遁逃する羽目になる。
「祐清（ユウセイ）」（声 - 笠間淳）と「碧樞（ヘキスウ）」（声 - バトリ勝悟）という従者を伴っていたがいずれも婁震戒によって斃される。
最終回終盤にて丹家の鍛劔祠に落ち延びており丹翡との相談の上、仙鎮城の再建が済むまで「魔剣目録」での三聖具の保管を殤不患に依頼した。第三期では出番こそないものの、丹翡と協力して仙鎮城の再建に尽力し、護印師として面々のサポートを行っていることが言及されている。
晏熙（アンキ）
声 - 杉田智和
東離の皇族に連なり、皇弟にあたる青年。
自他ともに認める暗君であり、祭りと美男美女を好む享楽者。少々頼りないが、護印師たちを「カッコイイ」と尊敬しており、丹翡（タンヒ）たちにも友好的。臣下たちの侃々諤々に対し、適当なようでいて事態を良い方向へと運ぶような聡さを見せることもある曲者。第四期からの最終局面において、魔族との最終決戦における新たな仙鎮城の建設と軍力の配備にも協力した。

#### 西幽の重要人物
歿王（ボツオウ）
声 - 三宅健太
第二期第五話で初登場。鬼歿之地にある「業火の谷」の主。二足歩行し巨大な翼を備えた龍で、燕の如く速度で飛翔するとされていたが、殤不患が鬼歿之地を渡った際に交戦し、片翼を切り落とされた為に飛行能力を失ってしまい、人間に激しい憎しみを抱くようになる。
元々、子供の龍を餌として食らうほど凶暴な性格であり、殤不患の解毒薬の材料となる「龍の角」を求めた凜雪鴉・浪巫謠の両名とまみえ、火炎の吐息で圧倒するも、浪巫謠の言霊により牽制され、人語を解する高い知能ゆえに凜雪鴉に翻弄されて敗北。角を片方奪われる屈辱の中でさらに人間への憎しみを募らせながら二者への報復を誓ったものの、その間もないうちに凜によって地の果てに追い出されていた婁震戒と遭遇するや、人間への憎しみのままに襲い掛かり、逆に斃される。
鬼奪天工（キダツテンコウ）
声 - 上田燿司
第三期に登場。どことも知れぬ次元の狭間に辿り着いてしまった謎の老科学者。
高度な科学知識を含む様々な邪法の知識に通じる博学な人物であり、独自に邪法の研究をする傍ら、もといた西幽に戻るための方策を探していたところ、無界閣から漂流してきた婁震戒を回収、治療した。
彼の出現によって元の世界への門が開くようになり、手製の義手を授ける代わりに脱出の手助けをするよう要求したものの、何気ない会話の中で七殺天凌を「鉄屑」呼ばわりしたばかりに婁震戒の逆鱗に触れてしまい、脱出目前に不意打ちの斬撃を受けて、身動きもままならない状態となって救助を懇願するも、そのまま次元の狭間に見捨てられてしまうが、その頭脳を見込まれて禍世螟蝗に救出されていたらしく、第四期の第一話に神蝗盟の一員として登場した。
実は天工詭匠とは同門の関係にあると同時に、仇敵同士の関係にある。
咒旬瘖（ジュシュンイン）/ 聆莫言（リョウバクゲン）
声 - 井上喜久子
『西幽玹歌』に登場。浪巫謠の実母であり、盲目の音曲師。物語時点ですでに故人。
現在では『聆牙』となっている琵琶のもともとの持ち主。山の奥深くで息子とともに暮らし、厳しすぎるほどの歌の特訓を息子に強いていた。自分を追いやった宮中に浪巫謠を送り込むことを望んでいたが、それは強い愛情ゆえだということを息子には気づかれていた。浪巫謠が声変わりした際、盲目であるため息子だと認識できず錯乱し、そのまま崖下へと転落して還らぬ人となる。
本名は聆莫言。元・西幽の姫であり、歌に秀でた恋に恋する女性だった。魔族である阿爾貝盧法が扮した男と不義の恋に落ち、子供を授かるものの、正体を現した阿爾貝盧法に「光」を奪われ、盲目となった。魔族の子を孕んだことで堕胎と尼寺送りの選択を強要されるが、盲目の身を顧みずに子を産み育てるために宮廷より出奔し、冬山へと落ち延びて咒旬瘖を名乗るようになる。

#### 西の朝廷関係者
幽皇（ユウコウ）
西幽の謎の皇帝。大嘗の託宣によって近縁の者にしか謁見を許さず、自らの姿を決して世に晒す事はない。その為、帝国の政務は宰相に常に一任しており、『西幽玹歌』（せいゆうげんか）では皇女の嘲風がその役を務めていた。
第三期の最終局面において、幽皇は逢魔漏の力で内裏に赴いた軍破とついに対面し、その姿を現した。その幽皇の正体は軍破に絶望を突きつけるものだった。
嘲風（チョウフウ）
キャラクターデザイナー - minoa（ニトロプラス）
声 - 釘宮理恵
西幽の皇女。父の幽皇より政務の全権を任されている帝国最強の絶対権力者である。『西幽玹歌』で初登場。
嘲風は、少女のような可憐な外観であるが、その顔に似合わず、その性格は冷酷で残酷であり、悪逆非道であった。また失敗した西幽の兵士に対しては、容赦なく厳しく処罰した。西幽の宮殿「鳳曦宮」（ホウギキュウ）は、嘲風を中心に政治が回り、嘲風は権力の乱用をいつも行い、気晴らしとして残虐な遊戯を企画して、芸人たち、奏者たちを次々に死に至らしめていくなど、惨憺たる悪行を行なった。
しかし、嘲風は西幽の「天籟吟者」の称号を求めて現れた浪巫謠の歌声と戦いぶりに惚れ込み、彼を「私の鶯」と称して自らの傍に囲っていた時期があった。そして、並々ならぬ執着を彼に寄せて、「私という邪悪を受け入れれば他の全ての邪悪からお前を守る」と言うほどに強い愛を注いでいた。その後、嘲風は、自分の元を離れた浪巫謠と彼を連れて行った殤不患の追跡に力をいれて、西幽の国政を疎かにするようになった（「第三期」の物語の場面）。嘲風は浪巫謠に対して自ら殺してでも自分だけの物にしようとするなど狂的な側面を露わにしていた。
また、嘲風は、東離から来た婁震戒の狂気じみた眼差しと雰囲気を初対面ですぐに気に入り、西幽の手勢を婁震戒に与えて殤不患追討の任を与えた。
嘲風は、父・幽皇の正体に気付いておらず、その愛情と言葉にいつも万全の信頼を寄せている。
嘯狂狷（ショウキョウケン / Xiao Kuang Juan / シャオ・クァンジャン）
声 - 新垣樽助
キャラクターデザイナー - 源覚（ニトロプラス）
二つ名 -「追命靈狐」（ツイメイレイコ）
『生死一劍』殤不患編で初登場。西幽の刑部から派遣された捕吏の男性。緝察使の身分でもある。幻術をある程度遮断することのできる、特殊な眼鏡を常に身につけている。
『生死一劍』殤不患編において蠍瓔珞の出立を察知し、殤不患の捕縛をすべく部下を引き連れて鬼歿之地を越えて、東離にやってきた。第二期では東離の衙門の者たちに取り入り、殤不患を悪党に仕立て上げ、その捜索と追討の協力を求めた。また、そこで、「四方御使」を詐称した鬼鳥（凜雪鴉）と出会い、以後行動を共にすることになった。
嘯狂狷は、西幽時代から殤不患と浅からぬ因縁を持つ。一見すれば帝の勅を受け鬼歿之地さえ渡ってみせる忠臣だが、その本性は怜悧狡猾な悪徳役人で、権力を盾に弱者や無関係な民を平気で殺害する外道である。捕らえた盗賊が秘蔵する国宝級の宝物を奪っては口封じに密殺していくなど、数々の汚職行為に手を染めていた。そして、秘密裏に自分の私腹を肥やし、表向きには西幽の役人の職務を忠実に全うしているかのように見せかけて、高禄を食んでいた。第二期で殤不患の「魔剣目録」奪還任務を遂行するのも、目録が管轄地である西幽にないと都合が悪い為である。一連の行動から凜雪鴉の獲物たりうる「悪の華」として期待されていたが、蓋を開けてみれば、「自らの悪事を誇りとするようでは悪党として小物」という、凜雪鴉にとっての「悪の矜持」を真っ向から否定する卑しい信条の持ち主であった。
嘯狂狷は、東離に来た後は「四方御使」の鬼鳥（＝凜雪鴉）と行動を共にし、東離衙門や仙鎮城を味方につけ、時に蠍瓔珞と共闘しながら、法の番人の公権力を駆使して殤不患を追い詰めた。その裏で、処分に困っていた西幽の秘宝を、凜雪鴉の蒐集していた蔑天骸の遺物である宝剣の数々と交換することで換金する策謀を巡らせていた。その後、凜雪鴉の策略に嵌まり東離・西幽両方の地位を脅かされたことに激しく狼狽するが、それも一瞬で、あっさり開き直ってしまうと悪党であることを隠さなくなる。そして嘯狂狷は、凜雪鴉の本来の目的に気づかないまま彼と離別、蠍瓔珞から奪った「喪月之夜」を手にいれて、悪の道に走るのである。
しかし、嘯狂狷は、魔剣「喪月之夜」をうまく使いこなせず、殤不患との戦闘に敗北した。その後、嘯狂狷は、「殤不患」の名前を何度も叫び、再び復讐を図ろうとした。しかし、その近くを偶然に通りかかった婁震戒は、「この嘯狂狷という男が殤不患と知り合いならば何かに利用できる」と思い、その場で嘯狂狷を殺害した。そして、嘯狂狷の遺体は木に吊るされ、殤不患への宛て付けの「果たし状」にされるという末路を辿った。
嘯狂狷は、よく歯をむき出しにして笑う癖があり、その口元を大写しにするシーンがあるように、顔の造作もそれに合わせて造形されている。

### 玄鬼宗（げんきしゅう）
蔑天骸（ベツテンガイ / Miè Tiān Hái / ミエ・ティエンハイ）
声 - 関智一 / 演 - 天寿光希
キャラクターデザイナー - 源覚（ニトロプラス）
二つ名 -「森羅枯骨」（シンラココツ / Sēn Luó Kū Gǔ / センルゥオクーグー）
第一期に登場。七罪塔に拠点を構える「玄鬼宗（ゲンキシュウ / Xuán Guǐ Zōng / シュアングイヅォン）」の頭目。初めに使用していた武器は、剣「瀆世（とくせい）」。
蔑天骸は宝剣魔剣の蒐集家であり、「剣こそは力の証」を信条とする。剣鬼の殺無生すら凌駕する無双の剣術と死霊を操る法術を身につけており、その強大な力に裏打ちされた己の価値観を絶対であると信じて疑わぬ尊大な性格である。一方で蔑天骸は、大変なカリスマ性の持ち主であり、彼の配下は主人の為に喜んで命を投げ捨てる。
蔑天骸は、かつては七罪塔の前主であった強大な力を持つ魔術師の一衛兵にすぎなかった。しかし、その後、剣の道への執着心と己の覇道を進むために、自分の主である魔術師を殺害した。そして、魔術師の書庫から法術を学び、自分の剣技と戦闘能力を高めて、自ら「玄鬼宗」を率いる頭目になった。また、「玄鬼宗」は七罪塔をアジトにした。
蔑天骸は、「天刑劍」を至高の剣と見定め、「鍛劍祠」を襲撃、丹衡を殺害し「天刑劍」の「柄」を奪取した。七罪塔に乗り込んできた凜雪鴉に対しては、その素性を知った上で彼を歓待し、和やかに会食をしながら「天刑劍」の「鍔」を手に入れるために舌戦（心理戦）を繰り広げた。その会談の最中に、剣鬼・殺無生が乗り込んできたが、蔑天骸は殺無生と剣で戦い、撃破する。一方で、弓の名手・狩雲霄らと裏取引をして「天刑劍」の本物の「鍔」を探すように指示する。そして、蔑天骸が「鍛劍祠」で念願の「天刑劍」を引き抜いた時、地面に大きな穴が開き、刑亥から妖荼黎の復活を聞くも、蔑天骸は妖荼黎によって地上が破壊つくされ、再び乱世の世界になることを喜ぶ。そして、そんな乱世の世界で自分が生きることを望み、世の破滅間際での再会を約束し、立ち去ろうとした。しかし、その時、そこで、凜雪鴉と対峙し、両者は、剣を交えて対決する。しかし、蔑天骸は凜の剣の攻撃に圧倒され、屈辱と怒りを覚えた。覚悟と情熱が結果とならない理不尽さへの憤りこそが武の本質から遠ざけているものの正体と諭されるが、それでもなお蔑天骸は、自分こそが無双と信じ、全身全霊を賭けた奥義を放つが凜には届かず、逆に寸止めで殺されずに済まされてしまう。
この時になってようやく蔑天骸は凜雪鴉の目的が自身の矜持を傷付けることであるのに気づき、屈辱と絶望に塗れる。そして、凜が愉しんでやまぬこの世界を滅ぼし、絶望を与えようと「天刑劍」を破壊する。妖荼黎を再び地中に封印する唯一の術を失わせ、驕慢と傲岸の魂を砕かれながらも最期は笑いながら果てた。
殘凶（ザンキョウ / Cán Xiōng / ツァン・シォン）
声 - 安元洋貴 / 演 - 大輝真琴
キャラクターデザイナー - 源覚（ニトロプラス）
第一期に登場。蔑天骸の部下。玄鬼宗の幹部格。武器は剣「貪狼刀（とんろうとう）」。
殤不患と剣を交えるも敗北。自ら首を斬り落とし自害したが、今際の際に焼き付けた「殤不患」と「掠風竊塵（凜雪鴉）」の名と姿は首と共に蔑天骸に伝わり、玄鬼宗の敵として認知される事となる。普段は片手分の武器しか持たず、敵の武器を奪って使う手癖の悪い男であり、本編では丹翡から奪った翠輝劍を携えていた。
獵魅（リョウミ / Liè Mèi / リエ・メイ）
声 - 戸松遥 / 演 - 有沙瞳
キャラクターデザイナー - 源覚（ニトロプラス）
第一期に登場。蔑天骸の部下。玄鬼宗の幹部格。冷酷非情かつ居丈高な女性。蔑天骸を「宗主様」と呼び従い、彼の寵愛を得るために戦う。武器は双鉞「魅月弧（みげつこ）」。
凜雪鴉らを待ち伏せして乱戦となり、殺無生の攻撃を受け蔑天骸を想いながら息絶えた。
凋命（チョウメイ / Diāo Mìng / ディアオ・ミン）
声 - 大川透 / 演 - 天華えま
キャラクターデザイナー - 源覚（ニトロプラス）
第一期に登場。蔑天骸の部下。玄鬼宗の幹部格。冷静沈着な男性。武器は双鉤「寒獠鉤（かんりょうこう）」。
蔑天骸の命により殤不患らを追撃するも、木の枝で立ち回る殤不患に部下を殲滅され、本人も渾身の剣技を繰り出すが届かず、殤不患の一撃で死亡する。

### 神蝗盟（しんこうめい）
禍世螟蝗（カセイメイコウ / Huo Shi Ming Huang / ）
声 - 速水奨
禍世螟蝗は邪教宗門「神蝗盟」（しんこうめい）の宗主にして、西幽においては殤不患と並ぶ大悪党として恐れられている。紋章は赤い蝗。
禍世螟蝗は魔人じみた魔道の使い手であり、身に帯びた結界によって魔剣や聖剣以外の攻撃がほとんど通用しない防御能力を持っている。この物語では、殤不患が恐れる最強の敵である。
殤不患は、西幽にいた時、この禍世螟蝗に執拗につけ狙われていた。
そして、殤不患は、睦天命と浪巫謠の3人で禍世螟蝗と対決したが、禍世螟蝗の力はとても大きく、3人とも打ち負かされてしまった。
禍世螟蝗は1人で3人を翻弄するほど大きな戦闘能力を持っていたのである。それ以来、殤不患は、この禍世螟蝗と因縁が続いている。
また、禍世螟蝗は配下の法師たちが心酔するほどの圧倒的なカリスマ性も持ち合わせており、西幽では「啖劍太歳」と並び称される最悪の朝敵として悪名を轟かせている。
また、禍世螟蝗は殤不患を目の敵にしており、彼が持つ「魔剣目録」をどうしても手に入れようとしていた。
禍世螟蝗は「魔剣目録」に対して何かしらの対策を講じていることが伺われ、殤不患が第一期において東離に落ち延びたのは禍世螟蝗の追跡から逃れるためである。
禍世螟蝗は悪にも善にもとらわれない立ち位置を理想とし、ことさらに情に流されたり、悪事を愉しむ心情とは無縁に徹して、「社会の天秤」そのものとなる事こそが「神蝗盟」にとっての理想であると考えている。
そのため、あえて萬軍破を義憤に駆り立てる物言いをして不信感を買い、彼が善悪にとらわれるか、それとも自分と同じ視座に至るか、試すような物言いをすることもある。
このように禍世螟蝗は謎の多い人物であるが、禍世螟蝗の本当の正体は、現在の西幽の皇帝である幽皇その人である。
実は幽皇は、一方で禍世螟蝗を演じながら「朝廷の帝」と「神蝗盟の頭目」をうまく使い分けて、西幽を支配しているのである。この表の顔と裏の顔を持つ「西幽」の支配者は、それぞれの側面で髪飾りの位置と髪の分け目が変わっており、「禍世螟蝗」としては右側に髪飾りを配置して左目を強調し、「幽皇」としてはそれぞれが左右逆の状態になっており、顔立ちも変わっている。
幽皇と禍世螟蝗は作中最大の敵にして、二つの顔に大いなる秘密を抱えた存在として描かれている。
蠍瓔珞（カツエイラク / He Zi Ying Luo / シエ・インルオ）
声 - 高垣彩陽
キャラクターデザイナー - 三杜シノヴ（ニトロプラス）
二つ名 -「蝕心毒姫」（ショクシンドッキ）
「神蝗盟」の門徒である、蠱惑的な美女。西幽から事あるごとに殤不患と彼の持つ「魔剣目録」を付け狙う。得物は剣「荼蘼螫（だびせき）」。紋章は紫色の蠍。
蠍瓔珞は毒と忍の達人で、人を生者のような肌艶のまま死に至らしめる特殊な毒蠍を持ち、町や城をたやすく陥落させることが出来る凄腕の持ち主である。法術は殤不患より上を行く一方、剣術などの真っ向勝負では及ばないことを心得ており、彼から奪った二振りの魔剣を手に、搦め手で勝負を仕掛ける。
蠍瓔珞は悪事に手を染めているが、非常に生真面目な人柄である。禍世螟蝗のため粉骨砕身し忠義を示そうとするものの、力及ばぬ局面に多々出くわし、自らの無力感に苛まれる。諦空（テイクウ）からの説法を受けて、手元に残った「妖姫・七殺天凌」だけでも主・禍世螟蝗のもとへ持ち帰ることを決意するが、西幽への帰路を嘯狂狷らに襲撃され絶体絶命となり、ついに魔剣「七殺天凌」を抜いてしまう。以降は魔剣の思うがままに何の罪のない無辜の町の人々を殺しまくる。民を手にかけ続け、忠義も誇りもなくした蠍瓔珞は、せめて最期は武人として殤不患に討たれることを望んだが交戦後、命は救われる。その後、蠍瓔珞は全てを失い、これまでの罪の贖いを兼ねた旅に出ることを考えていたが、新たに「七殺天凌」を手に入れた諦空（テイクウ）改め婁震戒に遭遇し、斬殺される。その後、彼女の遺体は､後からやって来た浪巫謠によって埋葬された｡
萬軍破
声 - 大塚明夫
二つ名 -「百撃成義」（ヒャクゲキセイギ）
「神蝗盟」の門徒。口元を仮面で覆った大男。巨大な青竜刀「虎嘯山河（こしょうさんが）」を振るう。
萬軍破は西幽の皇帝に仕える高名な将軍であり、西部防衛の要を担っていた誇り高き武人である。西幽では殤不患とは親友ともいえる間柄だった。
萬軍破は嘲風による招集を受け国境守護から離れなければならず、前線で酷使される兵士たちの命と西幽の未来を憂い、救国の手段として西幽の獅子身中の虫となることを決意する。萬軍破は西幽の将軍職に就きながら、裏では内密裏に「神蝗盟」（しんこうめい）に参加している。紋章は桃色の百足。
魔剣目録を持ちながら西幽を放置し、東離へ赴いた殤不患に対し、救国の士としての期待を懸けていたらしく、西幽の危機に無頓着な姿勢を強く詰るなど、故国の先行きを憂える志は本物。また、萬軍破は「神蝗盟」と同盟関係にある魔族の刑亥（ケイガイ）に対しても強い警戒心を抱いており、その照君臨の復活の目論見を知って、再び西幽を滅ぼさんとする危険な魔族と見なす。
萬軍破は第三期を通して、二つの立場に縛られ、善悪の境目に翻弄され続けた。一度は西幽の主君を裏切った身であるために、現在の主である禍世螟蝗を裏切ることが出来ないと葛藤していた。しかし、彼が照君臨より「魔剣目録」を優先せよと命じたこと契機に、西幽を護るために「皇軍」と「神蝗盟」の双方の配下から同志を募り、命令を無視して照君臨討伐に乗り出した。萬軍破は外法に通じた身であり、かつ護印師の修行を行っていないために「神誨魔械」に拒まれ使いこなすことができずにいたが、灼晶劍を使って自らを炎で焼きながら照君臨と対峙。最終的に殤不患と共闘し照君臨を追い詰め、征伐することに成功する。しかし戦いの後、既にその肉体は灼晶劍の炎によって限界に達しており、自分に共鳴した部下たちの今後を丹翡（タンヒ）に託す。凜雪鴉が餞として「死に場所を選ぶ」手伝いを申し出たため、かつての主が籠もっている鳳儀宮の内裏を死に場所とし、殤不患に魔剣目録を返還して転移した。
西幽の将軍の萬軍破は死に瀕した状態で御簾の向こうにいる幽皇と対峙し、「どうか娘の嘲風の暴挙を諌めて欲しい」と陳情した。この誇り高き将軍は、幽皇の政治によって西幽の国を良くしてほしいと願ったのである。しかし、その時、西幽の皇帝の幽皇（＝禍世螟蝗）は自分の正体をついに現わして、失望の言葉とともに大きな衝撃波を放って目の前の萬軍破に止めを刺した。そして、萬軍破は無念の中で息絶えた。結局、西幽の将軍の国の将来を憂う悲痛な思いと気持ちは、最後まで幽皇に届かなかったのである。
その後、その場所に悪逆非道の嘲風がやってきた。父・幽皇はそのボロボロになった萬軍破の遺体について「萬軍破は将軍でありながら、西幽に反逆する逆臣だ」と告げたので、嘲風はその遺体を何度も足蹴りした。
異飄渺
声 - 花江夏樹
二つ名 -「水月刀螂」（スイゲツトウロウ）
「神蝗盟」の門徒。鋭い三白眼の目元に色濃い隈を浮かべた青年。紋章は緑色の蟷螂。
異飄渺は武の天才であり、禍世螟蝗の教導を受けその腕前は更に極まっている。武術と魔術を織り交ぜた邪法を扱い、武人としても西幽に隠れもない啖劍太歳を討つ「武の花道」を望んで止まない危うい若者。
異飄渺は禍世螟蝗の直弟子としての自信に満ち溢れているが、新参の萬軍破に対しても優れた武人として敬意を払う姿勢を忘れてはいない。しかし血気盛んな若者であるからか、時に萬軍破からその稚気を咎められることもある。
殤不患と同道する身でありながら、得意の弁舌を駆使して自分たちに急接近してきた鬼鳥（凜雪鴉）に対して、異飄渺は不穏な気配を感じており、その後も、不信感を露わに牽制をよく行う。
その後、萬軍破の手引きによって西幽の軍を率いて来た婁震戒の狂気じみた言動に、異飄渺は途方もない危うさと警戒の念を抱いた。
異飄渺は禍世螟蝗の為に「魔剣目録」の回収を優先していたので、鬼鳥（凜雪鴉）の提案する策に乗って殤不患が信頼を寄せる捲殘雲に自分が変身して、「魔剣目録」を騙し取ることに一旦成功する。しかし、その直後に凜雪鴉に変身していた本物の捲殘雲による不意打ち攻撃を受けて、敢え無い最期を遂げてしまった。
第四期より、凜雪鴉が彼の姿をなりすまして、霸王玉（ハオウギョク）と花無蹤（カムショウ）を互いに対峙させようとする。

### 魔神
妖荼黎（ようじゃれい / Yāo Tú Lí）
声 - 田中敦子
第一期最終話に登場。「窮暮之戰」において人間界に攻め入った魔神たちの一柱。丹輝劍訣を編み出した丹家の開祖が、「天刑劍」をもってこれを討滅したと伝えられている。
しかし魔神の前には封印が関の山であり、実際は「天刑劍」の置かれている鍛劔祠の地下に封じられていた。様々な人々の思惑でよみがえってしまうが、殤不患によって時空の彼方に追放され再び封じられた。

### 魔界
魔王 阿契努斯（アケイドス）
声 - 梅原裕一郎
魔界の統率者であり、魔族の王。かつて窮暮之戰を起こしたが、神誨魔械を携えた人間との戦いのさなか撤退、以降二百年もの間、人間界への侵攻を禁じ、魔宮貴族同士の敵対を諌めた。
かつては他の魔族同様に、種族を問わず他者の痛みと苦しみに愉悦を覚える存在だったが、窮暮之戰において人間が持つ「仁」の心を畏れた。人間の「仁」を超えるため、魔界に魔神を解き放ち、魔族全体が一致団結して「仁」を超える力を手に入れるように改革を進めていた。その前に自らの愉悦と享楽の心をを切り離し、人間界へと捨て去っている。
その切り離した半身の成れの果てが凜雪鴉であり、言わば凜雪鴉の本体とも言える存在。そのため外見は凜雪鴉と瓜二つで、衣が漆黒である点は対照だが、同じく煙管を好んで所有している。
阿爾貝盧法（アジベルファ）
声 - 三木眞一郎
魔宮第八位の魔族。時間と空間を操る魔術を得意とし、自在に魔界と地上を行き来できる。
阿爾貝盧法は照君臨を凌ぐ残虐性を持つ魔族とされ、単純な損得勘定では動かない気分屋でもある。
阿爾貝盧法は旧知の仲である照君臨に人間界への侵略への協力を要請されるが、大した力も持たない人間相手の戦いでは食指が動かない、やる気が出ないことを理由にすげなく断った。しかし魔界に迷い込んだ浪巫謠の歌声を聞いたことで考えを改め、一転して、照君臨に協力することになる。
さらに、阿爾貝盧法は、殤不患と浪巫謠を2人にとって関係のある別の時空の世界へと連れ去っていく。そして、因果律を超えた選択を浪巫謠に突きつけて苦しめ、阿爾貝盧法が浪巫謠の実の父親であること、浪巫謠の母親の目を潰した魔族でもあるという事を明らかにする。
阿爾貝盧法は人間とは異なる「愛」への感性を持っており、聆莫言と浪巫謠のことも彼なりに愛している様子。しかしその愛の形が「自分を愛する者から自分という闇以外の光を奪う」「母を窮状に追いやったことで息子に強く憎まれる」ことで強い高揚感を得るという類のものであり、愛憎のベクトルが人間と比べると逆転したかのような様相である。
第三期の終盤で浪巫謠を魔界へと招聘するが、その真の目的は魔界の熾烈な闘争へ追い込むことで彼の中に眠る魔族の血を呼び覚まし、魔人へ変貌させていくというものだった。
過去に干渉する外法を極めたことで、不自然なまでに順風満帆な人生と魔道の探求が、未来の自分によって用意された道であり、苦労も何もかもを奪われたと考え、空虚な生を送っている。そのため浪巫謠の苦悩と煩悶をまさしく自分が失ったものだと執着し、彼に歪んだ愛情を注いでいる。
諾八地
声 - 杉崎亮
阿毘郡
声 - 峰健一
羅枷
声 - 小林康介
魔族の三兄弟。長男の諾八地だけが窮暮之戰の経験者で人間を知っていた。迷い込んだ殤不患と浪巫謠を討つべく当初は圧倒したが、形勢逆転の末に敗北した。

### 萬輿
白蓮（びゃくれん）
声 - 子安武人
窮暮之戰が起こった200年前の萬輿において、神誨魔械を作り出した人物。後世においては人々に技を授けた神仙だと伝えられている。
その正体は、異なる世界の「中原」なる地から漂流してきた人間である。魔族に虐げられる人々を見かね、救いの手を差し伸べたところ、自らの地で鍛えられた剣が魔族に覿面な効果があると知る。神誨魔械の生みの親でもあるが、本人も自分の領域で鍛えられた剣が神誨魔械となる理屈までは理解しておらず、未来から現れた殤不患によって後世の人々の争いの種になっていることを知るや深い後悔に囚われる善心の持ち主。
深い洞察力と包容力を併せ持つ懐の深い人物でもあり、殤不患との対話を経て肝胆相照らす仲となり、未来を託すに足る人物と認めると彼に魔剣目録の後事を託した。程なくして萬輿からもとの中原へと帰還したとされる。
本家「霹靂布袋戯」の主人公である素還真と同一人物、もしくはスターシステムであることが示唆されている。白髪や特徴的な眉の形、「中原」という地から現れたこと、「清香白蓮」の二つ名を持っていること、また日本語吹き替えを子安武人が担当しているなど、多くの要素が彼に通じている。

## 武器

### 神誨魔械（しんかいまかい）
「魔」と「人」との大戦である窮暮之戰の折、人知を超えた魔神に対抗するため人類が神仙より知恵を拝借して究極的技術で造り上げた武器群。
威力は伝承ほどではなく、せいぜい魔神を追い払う程度しかない。
窮暮之戰より200年が経過した今では殆どが時の流れの中に消え去り、たまに世に出てくるもののほとんどは後世に作られた紛い物である。
尚、 第二部終盤まで仙鎮城にて所蔵されており、そして城の要である「三聖具」と呼ばれる三振りの神誨魔械は魔剣目録の項を参照。
天刑劍（てんぎょうけん）
第一期の物語の要となる、ごく僅かに現存する本物の神誨魔械の中でもひときわ強力な力を有する聖剣。他の神誨魔械がせいぜい魔神を撃退・封印に留まったのに対し、唯一天刑劍のみが魔神を討滅したとされる。
実際には魔神・妖荼黎を滅ぼすに至っておらず、他の神誨魔械と同様鍛劔祠の地中深くに封印することが関の山であった。
柄と鍔を鍵として刀身（本身）を封じ、取り外された柄を丹衡が、鍔を丹翡が保有していた。
後に柄と鍔を揃えた蔑天骸により復元され、妖荼黎の封印が解かれてしまい、蔑天骸が凜雪鴉との決戦で武器として使用するも、凜に敗北し激昂した彼の最期の足掻きによって破壊された。
誅荒劍（ちゅうこうけん）
仙鎮城にて所蔵されていた神誨魔械の一振り。邪悪な魔力を感知する特性を持ち、氣功を駆使することで自在に宙を舞い攻撃を加えることが可能なため、対隠密特化の魔族に対して切り札となる。七殺天凌をして、まともに打ち合うのは危ういと言わせるほどの業物であったが、婁震戒に素手で打ち砕かれてしまう。
鳶吼劍（えんこうけん）
神誨魔械の一振り。現在はその機能は失われている。
長い間行方不明になっていたが、第一期にて壊滅したとされる蔑天骸が率いていた玄鬼宗に略奪され、そのアジトにて収蔵されていた事が発覚、凜雪鴉が嘯狂狷を貶める策に用いた。

### 魔剣目録（まけんもくろく）
第一期第十三話から登場。殤不患が西幽で集めた魔剣・妖剣・聖剣・邪剣が封印してある巻物型の道具。
実体があるものではなく、それ自体が一つの宇宙である。巻物としての形状であるのは、魔術の心得がない殤でも扱えるよう、あつらえてもらったため。魔剣目録に剣を封じる際には専用の魔筆を用いる。ひとたび破壊されてしまうと、その機能を失いただの真っ白な紙切れとなるが、紙と糊と組紐を使用して修繕が可能である。なお、目録の並び順は開く度に変わるため、殤不患でも把握することはできない。
第一期開始時点で36振りを収蔵していたが、魔神・妖荼黎を宇宙空間へ追放する際、「須彌天幻・劫荒剣」を使用し封印を行った為、第一期終了時点では一振りが減って残り35振りとなっている。
第二期開始直後、殤不患が仙鎮城に魔剣目録の保管を依頼した際、蠍瓔珞に二振りの魔剣を奪われてしまう。第二期終了時点にて、奪われた二振りのうち、「喪月之夜」は手元に戻り、「妖姫・七殺天凌」は婁震戒に奪われたまま紛失。そして、「灼晶劍」、「蒼黎劍」、「八陣斷鬼刀」の三振りが仙鎮城が再建が済むまでの一時的な措置ではあるが伯陽候からの依頼で新たに目録の中身に加わり、最終的な収蔵数は37振りとなり、一時的な措置とは言え神誨魔械も入ってしまったのと蠍瓔珞の失敗により禍世螟蝗の一派が東離になだれ込む可能性も生じた為、それにより殤はますます魔剣目録を手放すことの出来ない状況になった。
第三期開始は紛失した七殺天凌を捜索中、禍世螟蝗の襲撃を受けその戦闘中に刑亥の手によって七殺天凌の生前の姿である照君臨として復活され、西幽は未曽有の危機に陥る。しかし殤不患達の奮戦により、異空間に七殺天凌を永遠に追放した。その為、現在の収蔵数は37振りとなっている。
須彌天幻・劫荒劍（すみてんげん・ごうこうけん）
第一期第十三話で登場。魔剣目録に封印されていた魔剣の一振り。星空の彼方より訪れた剣匠が鍛えたとされる。剣全体が水晶のように透き通り、青白い光を放つ異形の魔剣。
これを制御し得るには尋常ならざる氣功の練度が要求され、その特性故、氣功の遣い手である殤不患を以てしても扱い兼ねていた業物であり、蔑天骸に破壊されて失われた天刑劍の代わりとして妖荼黎の封印に用いた。
洪荒禁窮獄（こうこうきんきゅうごく）
須彌天幻・劫荒劍の固有技にして最終形態。刀身を七支刀のような形状に変化し宇宙の彼方、時空の果てへと続く穴を開け、劫荒劍の刃によって傷を負った者のみを引き込み、封印する。一度開いた時空の穴が閉じきるまでには百年ほどかかるとの事。
喪月之夜（もづきのよ）
第二期第二話で登場。魔剣目録に封印されていた魔剣の一振りで。蠍瓔珞が奪った二振りのうち一振り。
刀身がクリス刀のように波打った非対称の形状と外見特徴を持つ。人間の精神を支配する魔剣であり、人体に傷はつけずに精神を支配する。斬られた者は頭部に「喪」の文字が浮かび上がり、剣の持ち主の思うがまま死ぬまで操られてしまうが、喪月之夜で心臓を刺す、もしくは気絶させるか寝かせることで元に戻る。
この剣の本領は他人を操ることではなく、完全に統制された軍勢を作り出すことにある。優れた将帥の心得の持ち主が振るうことで真価を発揮し、蠍瓔珞も嘯狂狷も素質はそれなりにはあった、が、浪巫謠は武芸のみで操軍の素質が全く無かったため、衙門での嘯狂狷との戦いの時、いきなり嘯狂狷から「喪月之夜」を投げ渡され傀儡に変えられた衙門の捕吏たちの扱いに困窮してる隙に嘯狂狷が攻撃を仕掛けられ苦戦を強いられた、だが後から駆け付けた殤不患はその条件を彼ら以上に満たす素質は十分あったため、この剣の術中にあった衙門の捕吏たちを達人の軍勢に変えて嘯狂狷の策を打ち破った。
また、操心術に優れた凜雪鴉にも単騎を操るという使途においては非常に相性が良い。「傀儡となっている間は七殺天凌の魅了が通じない」という性質を利用して、殤不患と婁震戒との決戦の際、喪月之夜で凜が殤不患を操って戦わせるという策が功を奏した。
最終決戦の後、凜雪鴉は「喪月之夜」を大変気に入ったらしく殤不患が少々難色を示しながら「三聖具」を預かろうとした時、凜が「荷が重過ぎるなら1本ぐらい私が引き受けてもよいのだぞ」と口にし、その候補として喪月之夜を指名していた。
妖姫・七殺天凌（ようき・ななさつてんりょう）
美しき魔剣。意思を持ち、その性質によって数多の持ち主の手を渡り歩く。
灼晶劍（しゃくしょうけん）
仙鎮城に収蔵している神誨魔械で城の要である「三聖具」の一振り。超高熱を発生させ魔族を焼き切る炎剣。その熱さは使用者を脅かすほど高いため、事前に耐熱対策が不可欠。
蒼黎劍（そうれいけん）
前述と同じく仙鎮城に収蔵している神誨魔械で「三聖具」の一振り。氣を込めることで超振動を発生させ相手を粉砕する。魔族の防御を打ち破る切り札となる。
八陣斷鬼刀（はちじんだんきとう）
前述と同じく仙鎮城に収蔵している神誨魔械で「三聖具」の一振り。刀身に雷を帯びている雷剣。刀身の背に八つの玉石がついており、それぞれの条件を満たす都度に威力が増加する。
幽冥・萬世神伏（ゆうめい・まんせいじんぷく）
西幽の帝・幽皇が所有していた秘宝。その剣をふるえば大地を砕く、強大な破壊力を秘めた神誨魔械。
幽皇が蛮族を従わせるために振るったことで地形を変え、そのことから殤不患によって強奪されて魔剣目録に封印された。
第三期では、刑亥の無界閣を封印する為に使用された。
飲雪/炎殺・雷岳/炎邪黯刃/狂風玄牙/九天玄冥/弧然潤月/古龍青雀/青燈弧照/日月神息/百代昆吾/風刀蝶殺/六道殊月/六問虚空/冥玄幽牙/琉充劍/畫影空騰/劍皇破佛/荒夢赤霄/斬・日月/聖劍・蕩塵/嗜・天狼/震嶽尚方/刀影破/東風瀾月/霹雷鳴劍/靂降風雲/墨淵玄離/舞羽孤蝶/魔劍・墮日斬/喪月・厭寒魄/離寒破辰/龍淵
いずれも魔剣目録に封印されている状態で存在が確認されている魔剣・妖剣・聖剣・邪剣で能力及び効果は不明。

## 用語

### 主な用語
技
役魔陣（）（第一期）
蔑天骸は役魔陣と枯骨という2種の剣術を編み出し、自身のためだけの秘剣を役魔陣とした。
枯骨（）（第一期）
蔑天骸が玄鬼宗に伝授する剣技。免許皆伝を授かった者だけが仮面を外すことが許される。
生き物
魑翼（）
魔界より持ち込まれ人間界に適応した外来種の猛禽。知能も高く魔術師の使い魔として重用されたが、使役を行うには風笛を必要であるのと思念にも配慮を要する。
第二期では凜雪鴉が魑翼を飼い慣らしている。
出来事
窮暮之戰（）
二百年前、魔界の軍勢が人類を滅亡させようと押し寄せた戦争の呼称。この戦争が原因で一つの国が後述の西幽と東離に分たれた。
場所
西幽（）／東離（）
かつては「萬輿」（ばんこう）というひとつの国だったが、二百年前の「窮暮之戰」の際、呪いを掛けられ人々は行き来が出来なくなり、「西幽」と「東離」の二つの国へ別れた。
国が二つに分かれてからは、西幽と東離は各々で別の帝を立て、別の律令に則って国政を営んでいる。
第一期の舞台となったのが「東離」であり、殤不患は鬼歿之地を越えて「西幽」からやって来た。
鬼歿之地（）
窮暮之戰で呪いをかけられた荒野で、西幽と東離を隔てている。窮暮之戰から二百年、踏破した者は長い間、誰一人としていないとされていた。
だが、殤不患が鬼歿之地を渡った際、「業火の谷」に棲まう龍「歿王」の片翼を切り落としたり、魔族との混血である食人族を討伐したりする等、彼が鬼歿之地の難所を壊滅させ、ある程度通りやすくしてしまったことが判明する。
そのため、後に西幽から何名か東離にやってきた者たちが現れるようになる。
仙鎮城（）（第二期）
魔界の軍勢の再来に備えて築かれた難攻不落の牙城。無数の神誨魔械を預かっている。
東離にある護印師の砦の中でも屈指の守りを誇るとの評判から、その堅牢さを見込んだ殤不患が「魔剣目録」を預けるため訪れたが、蠍瓔珞の襲撃を受けて取りやめる羽目になる。しばらく経ってから、かつて伯陽候の治療のために訪れた僧侶、諦空こと婁震戒によって仙鎮城は陥落し、収蔵されている神誨魔械がことごとく破壊された。
衙門（）（第二期）
司法機関・刑部の拠点である役所。現代における警察署のようなもの。
西幽から来た嘯狂狷が、ここの者たちに取り入り、東離における殤不患捕縛のための拠点とする。
四方御使（宮廷から派遣され、辺境各地にある刑部の内務監査をして廻る役人）を偽る凜雪鴉の潜入先。

無界閣（）（第三期）
刑亥（ケイガイ）が、かつての七罪塔の関門であった闇の迷宮を改装し、東離と西幽、さらには魔界をも連結する異空間として構築した魔の宮殿。葉の形をした「逢魔漏」（おうまろう）を使って別の空間に行くことができる。

### 念白
念白（）
布袋戯では重要な登場人物が舞台に現れた際、「口白（こうはく）師」（講談師のような人）が、その人物固有の詩吟を唄う（詳しくは布袋戯#出場詩を参照）。本作では声優が人形に声を当てているが、この念白に関しては布袋戯本来のテイストを一端でも視聴者に体感してほしいというスタッフの意向により、本場の口白師が台湾語で唄っている。
各人物の念白は、第一期公式サイト「Keyword」や、第二期公式サイト「Character」のページに、日本語訳と共に記載されているので、そちらを参照。

## スタッフ
- 原作・制作 - Thunderbolt Fantasy Project[5]
- 原案・脚本・総監修 - 虚淵玄[5]
- 操演・撮影 - 霹靂國際多媒體股份有限公司[5]
- キャラクターデザイン - ニトロプラス[5]
  - 第一期・第二期共通 - 三杜シノヴ、源覚
  - 第一期 - Niθ、中央東口
  - 第二期 - なまにくATK
- 武器デザイン - 霹靂國際多媒體股份有限公司、石渡マコト[5]
- 造形アドバイザー - グッドスマイルカンパニー[5]
- 音楽 - 澤野弘之[5]、和田貴史（第二期より）
- 音楽プロデューサー - 堀口泰史
- 音楽制作 - アニプレックス
- 美術監督 - 林芷蔚
- 音響監督 - 岩浪美和
- 題字 - 書家 岡西佑奈（劇場版・第二期・第三期）
- エグゼクティブプロデューサー - 黄亮勛、でじたろう、安藝貴範
- プロデューサー - 陳義方、西本有里、北岡功、中原広絵、山田香穂
- 日本語版制作プロデューサー - 里見哲朗
- アートディレクター - 宇佐義大
- アソシエイトプロデューサー - 宇佐義大、沢野麻由美
- 助監督 - 鄭保品
- 監督 - 王嘉祥
- 総監督 - 黄強華
- 製作 - 霹靂國際多媒體股份有限公司、ニトロプラス、グッドスマイルカンパニー

## 主題歌
第一期オープニングソング
「RAIMEI」
作詞 - 井上秋緒 / 作・編曲 - 浅倉大介 / 歌 - T.M.Revolution
第二期オープニングソング
「His/Story」
作詞 - 藤林聖子，mpi / 作・編曲 - 澤野弘之 / 歌 - 西川貴教
第二期エンディングソング
「Roll The Dice」
作詞 - 藤林聖子 / 作・編曲 - 澤野弘之 / 歌 - 西川貴教
第三期オープニングソング
「Judgement」
作詞 - エンドケイプ / 作・編曲 - 澤野弘之 / 歌 - 西川貴教
第四期オープニングソング
「天叢雲剣-SKYBREAKER-」
作詞 - Benjamin + cAnON. / 作・編曲 - 澤野弘之 / 歌 - 西川貴教
生死一劍 主題歌
「RAIMEI（Chinese ver.）」
中国語訳詞 - 田辰明 / 歌 - T.M.Revolution
西幽玹歌 主題歌
「Crescent Cutlass」
作詞 - 藤林聖子 / 作・編曲 - 澤野弘之 / 歌 - 西川貴教
最終章 主題歌
「VOYAGE」
作詞 - 藤林聖子 / 作・編曲 - 澤野弘之 / 歌 - 西川貴教

## 各話リスト

### 第一期
| 話数     | サブタイトル   |
| -------- | -------------- |
| 第一話   | 雨傘の義理     |
| 第二話   | 襲来！玄鬼宗   |
| 第三話   | 夜魔の森の女   |
| 第四話   | 迴靈笛のゆくえ |
| 第五話   | 剣鬼、殺無生   |
| 第六話   | 七人同舟       |
| 第七話   | 魔脊山         |
| 第八話   | 掠風竊塵       |
| 第九話   | 剣の神髄       |
| 第十話   | 盗賊の矜恃     |
| 第十一話 | 誇り高き命     |
| 第十二話 | 切れざる刃     |
| 最終話   | 新たなる使命   |

### 第二期
| 話数     | サブタイトル |
| -------- | ------------ |
| 第一話   | 仙鎮城       |
| 第二話   | 奪われた魔剣 |
| 第三話   | 蝕心毒姫     |
| 第四話   | 親近敵人     |
| 第五話   | 業火の谷     |
| 第六話   | 毒手の誇り   |
| 第七話   | 妖姫の囁き   |
| 第八話   | 弦歌斷邪     |
| 第九話   | 強者の道     |
| 第十話   | 魔剣／聖剣   |
| 第十一話 | 悪の矜恃     |
| 第十二話 | 追命靈狐     |
| 最終話   | 鮮血の恋歌   |

### 第三期
| 話数     | サブタイトル |
| -------- | ------------ |
| 第一話   | 無界閣       |
| 第二話   | 魔境漂流     |
| 第三話   | 愛執の皇女   |
| 第四話   | 魔剣の行方   |
| 第五話   | 妖姫伝説     |
| 第六話   | 禍世螟蝗     |
| 第七話   | 魔界伯爵     |
| 第八話   | 陰謀詭計     |
| 第九話   | 時の辻神     |
| 第十話   | 聖剣の秘密   |
| 第十一話 | 遠い歌声     |
| 第十二話 | 烈士再起     |
| 最終話   | 照君臨       |

### 第四期
| 話数     | サブタイトル |
| -------- | ------------ |
| 第一話   | 帰郷         |
| 第二話   | 魔界の宴     |
| 第三話   | 侠客の決意   |
| 第四話   | 奇巧対決     |
| 第五話   | 魔宮貴族     |
| 第六話   | 謀略の渦     |
| 第七話   | 魔道の果て   |
| 第八話   | 再会         |
| 第九話   | 覚醒         |
| 第十話   | 託された心   |
| 第十一話 | 魔王の秘密   |
| 最終話   | 魔族の誇り   |

## 放送局・配信
| 放送期間                               | 放送時間                     | 放送局   | 対象地域 | 備考                      |
| -------------------------------------- | ---------------------------- | -------- | -------- | ------------------------- |
| 2016年7月8日 - 9月30日                 | 金曜 23:00 - 23:30           | TOKYO MX | 東京都   |                           |
|                                        | 金曜 23:30 - 土曜 0:00       | BS11     | 日本全域 | BS放送 / 『ANIME+』枠     |
| 2016年7月9日 - 10月1日                 | 土曜 0:00 - 0:30（金曜深夜） | AT-X     | 日本全域 | CS放送 / リピート放送あり |
| 各局とも、放送前週には特別番組を放送。 |                              |          |          |                           |

| 放送期間                 | 放送時間                     | 放送局     | 対象地域 | 備考                  |
| ------------------------ | ---------------------------- | ---------- | -------- | --------------------- |
| 2018年10月1日 - 12月24日 | 月曜 22:00 - 22:30           | TOKYO MX   | 東京都   |                       |
| 2018年10月2日 - 12月25日 | 火曜 0:30 - 1:00 (月曜深夜)  | BS11       | 日本全域 | BS放送 / 『ANIME+』枠 |
|                          | 火曜 1:30 - 2:00（月曜深夜） | サンテレビ | 兵庫県   |                       |

| 放送期間       | 放送時間                     | 放送局   | 対象地域 | 備考                            |
| -------------- | ---------------------------- | -------- | -------- | ------------------------------- |
| 2021年4月3日 - | 土曜 22:30 - 23:00           | TOKYO MX | 東京都   |                                 |
| 2021年4月4日 - | 日曜 0:00 - 0:30（土曜深夜） | BS日テレ | 日本全域 | BS放送 / 『アニメにむちゅ〜』枠 |

| 放送期間        | 放送時間           | 放送局   | 対象地域 | 備考 |
| --------------- | ------------------ | -------- | -------- | ---- |
| 2024年10月5日 - | 土曜 22:00 - 22:30 | TOKYO MX | 東京都   |      |

ネット配信は第1期がバンダイチャンネルほかにて実施中。

## 書誌情報

### 漫画
Thunderbolt Fantasy 東離劍遊紀
- 作画：佐久間結衣、原案：虚淵玄（講談社「モーニング」にて連載、モーニングKC刊）、全4巻

1. 2016年9月23日発売、ISBN 978-4-06-388641-2
2. 2016年12月22日発売、ISBN 978-4-06-388675-7
3. 2017年3月23日発売、ISBN 978-4-06-388706-8
4. 2017年5月23日発売、ISBN 978-4-06-388726-6

Thunderbolt Fantasy 東離劍遊紀 乙女幻遊奇
- 作画：霜月かいり、原作：Thunderbolt Fantasy Project（秋田書店「チャンピオンクロス」にて連載、プリンセスコミックスDX刊）、全1巻
  - 2017年3月16日発売、ISBN 978-4-25-315317-1

Thunderbolt Fantasy 東離劍遊紀 アンソロジー
- カバーイラスト：高山しのぶ、口絵イラスト：岩崎美奈子、本文執筆：平未夜・篁アンナ・柳ゆき助・桧村タキ・秋月壱葉・甲斐・菊野郎・林マキ・餅岡望・海月孝、原作：Thunderbolt Fantasy Project（KADOKAWA、B's-LOG COMICS刊）、全1巻
  - 2016年10月1日発売、ISBN 978-4-04-727241-5

Thunderbolt Fantasy 東離劍遊紀 アンソロジーコミック『さんふぁん～東離漫遊紀～』
- 作画：えむお、ぱなこ（ブシロードメディア「月刊ブシロード」にて連載、同社より電子書籍刊）全1巻
  - 2018年10月8日発売

### 小説
Thunderbolt Fantasy 東離劍遊紀 外伝（刑亥編・殺無生編）
- 刑亥編 著：手代木正太郎、殺無生編 著：江波光則、イラスト：三杜シノヴ・源覚（Nitroplus Books刊）、全1巻
  - 2017年4月7日発売（一般流通を使った出版物ではないためISBNは無い）

東離劍遊紀
- 著：分解刑、企画・原案：虚淵玄（星海社FICTIONS刊）、上下巻
  - 上之巻 掠風竊塵：2024年9月19日発売、ISBN 978-4-06-537086-5
  - 下之巻 刃無鋒：2024年10月23日発売、ISBN 978-4-06-537373-6

Thunderbolt Fantasy 外伝小噺
- 著：分解刑、イラスト：三杜シノヴ・源覚（ニトロプラス刊）、全1巻
  - 2025年5月28日発売（『Thunderbolt Fantasy 東離劍遊紀 最終章』の先着来場者特典として配布された冊子の電子書籍化）

## 劇場版
Thunderbolt Fantasy 生死一劍（せいしいっけん）
2017年12月2日公開。アニプレックスの公式サイトではOVAとして扱われている。本編の前日譚にあたる外伝小説『Thunderbolt Fantasy 東離劍遊紀 外伝』を元に映像化した「殺無生編」、虚淵玄の書き下ろしによる第一期の後日譚「殤不患編」の二編からなる。
Thunderbolt Fantasy 西幽玹歌（せいゆうげんか）
2019年10月25日公開。虚淵玄の書き下ろしによる第一期前日譚（浪巫謠を中心として見た殤不患が東離へと逃げのびるまでに起きた西幽で起きた騒乱）となる。興行収入は2300万円。
Thunderbolt Fantasy 東離劍遊紀 最終章
2025年2月21日公開。

## 舞台化
2018年8月より宝塚歌劇団 星組台湾公演「異次元武侠ミュージカル『Thunderbolt Fantasy 東離劍遊紀』」として舞台化。
- 原作：「Thunderbolt Fantasy 東離劍遊紀」
- 脚本・演出：小柳奈穂子
- 出演者一覧

宝塚版のみの登場人物：
捲殘雲の母 万里柚美
傀儡師［座長］如月蓮
傀儡師 白妙なつ、瀬稀ゆりと、紫月音寧、ひろ香祐、紫りら、音咲いつき、彩葉玲央
捲殘雲の父 拓斗れい
- その他詳細は、宝塚版公式ホームページを参照。[44]

## 関連項目

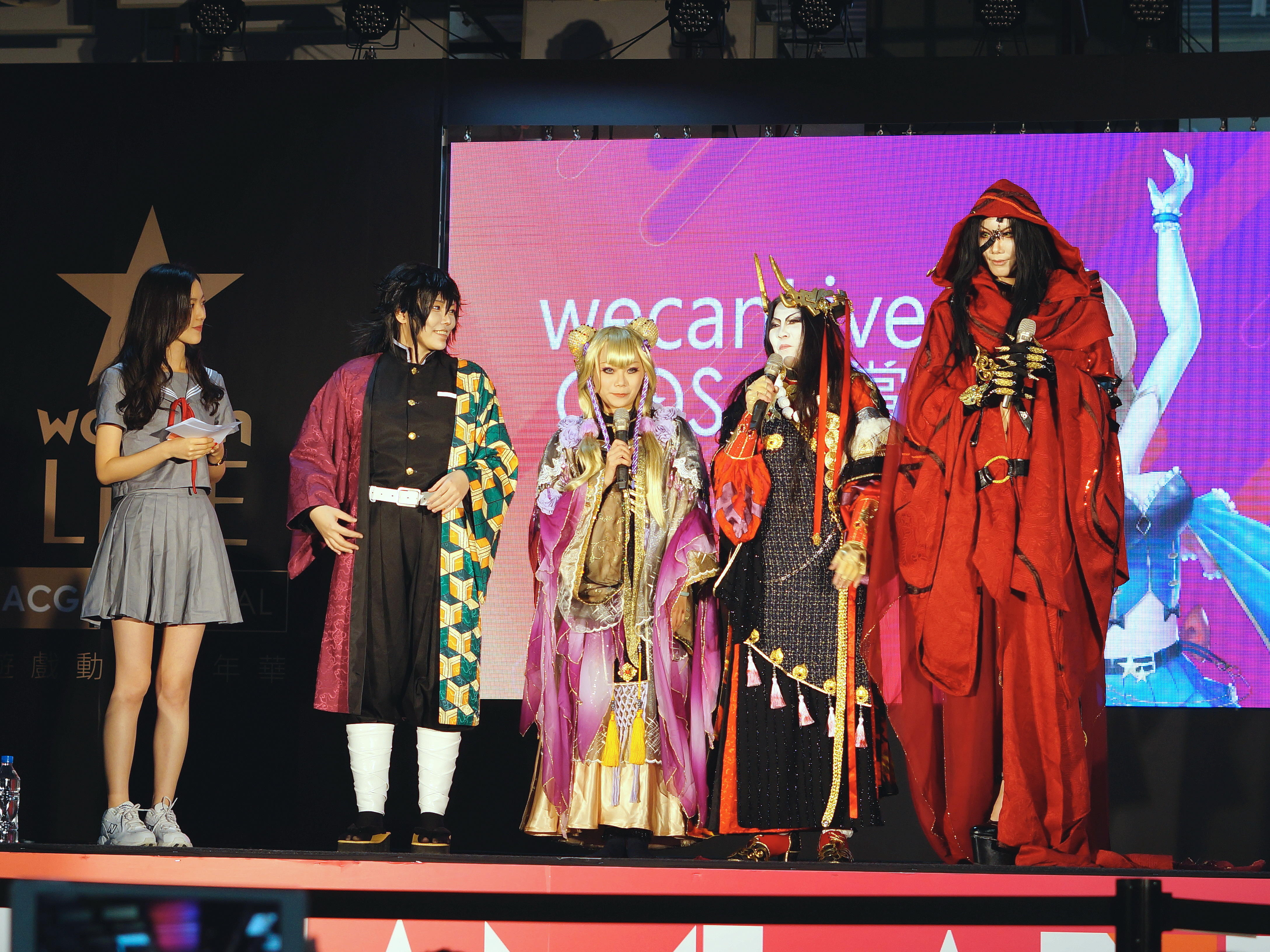
台湾の「第二屆 wecanLive 遊戲動漫 嘉年華」2019年のコスプレ大賞の諦空(中)、蠍瓔珞(右から２番目)の扮装のコスプレイヤー

## コラボレーション
刀剣乱舞
エイプリルフールの企画として2017年4月1日および2018年4月1日に、『刀剣乱舞』とのコラボ映像が公開。2017年は鳥海浩輔演じる凜雪鴉と三日月宗近が、2018年は諏訪部順一演じる殤不患と千子村正が共演している。
Fate/Grand Order
2021年春の第三期放送を記念し、同作と同じく虚淵玄がシナリオを担当するソーシャルゲーム『Fate/Grand Order』とのコラボレーション企画として制作された短編動画。グッドスマイルカンパニーのYouTubeチャンネルにて、2021年4月2日から期間限定配信された。
あらすじ
殤不患は旅の途中、魔剣目録を狙う一人の妖術使いと対決していた。その術により体の動きを乗っ取られ、自害させられそうになった殤だが、凜雪鴉が助太刀に駆けつけて自害は免れた。しかし危機は去ったわけではなく、妖術使いは殤を操り凜と戦わせる。その時、魔剣目録の中から殤の見覚えのない剣が顕現する。それは「この世の理を守ろうとする天の采配」によって顕現した異世界の聖剣・エクスカリバーだった。
凜がエクスカリバーに向かって英霊を召喚する呪文を唱えると、金髪碧眼の美少女、アルトリア・ペンドラゴンことセイバーがその場に現れた。セイバーは凜の頼みを受け、操られたままの殤と互角に渡り合いながら妖術使いのスキを突き、対城宝具・エクスカリバーを放ち妖術使いを撃破した。
役目を終えたセイバーは元の世界に帰ろうとするが、凜から「お礼として、殤の奢りで東離の珍味を味わっていってほしい」と呼び止められ快諾する。突然食事を奢らされることになった殤は不承不承、凜とセイバーと共に戦場を後にするのだった。
以上の物語は、セイバーが本来いる世界「カルデア」で放送されたテレビ番組という体裁で語られており、これを見終わったセイバーは、自分がカルデアに召喚される前の過去に、もしかしたらそういったことがあったのかもしれないと考えるのだった。